# Salerno
Salerno (AFI: /saˈlɛrno/, ; Salierno nel dialetto locale, [sɑˈljernə]) è un comune italiano di 125 529 abitanti, capoluogo dell'omonima provincia e secondo comune per numero di abitanti in Campania.
Durante l'Alto Medioevo, sotto la dominazione longobarda, la città visse una delle sue fasi storiche più rilevanti quale capitale del Principato di Salerno, entità che arrivò gradualmente a comprendere gran parte del Mezzogiorno italiano. La stessa fu nuovamente capitale con i normanni, quale centro del Ducato di Puglia e Calabria, e durante il regno angioino il titolo di Principe di Salerno continuò a spettare ai primogeniti futuri sovrani del Regno di Napoli. La città fu quindi capoluogo del Principato Citra dal XIII al XIX secolo.
A Salerno fiorì inoltre l'omonima scuola medica, che costituì la prima e più importante istituzione medica d'Europa all'inizio del Medioevo, e in quanto tale è considerata un'antesignana delle moderne università. Dal 1968 la città è sede dell'Università degli Studi di Salerno, dislocata dal 1988, sotto forma di campus, nei vicini comuni di Fisciano e Baronissi.
Dal febbraio all'agosto del 1944 Salerno fu sede del governo italiano, ospitando gli esecutivi Badoglio I, Badoglio II e Bonomi II, che risiedevano nel Salone Dei Marmi e portarono alla "svolta di Salerno" nonché alla successiva riconquista alleata della penisola italiana.

## Geografia fisica

### Territorio
La città sorge sull'omonimo golfo del mar Tirreno, tra la costiera amalfitana (a ovest) e la piana del Sele (a sud est), nel punto in cui la valle dell'Irno si apre verso il mare.
Dal punto di vista orografico il territorio comunale è molto variegato, infatti si va dal livello del mare fino ad arrivare ai 953 metri del Monte Stella. L'abitato si sviluppa lungo la costa e si estende verso l'interno fino alle colline retrostanti.
La città è attraversata dal fiume Irno, che fino alla metà del secolo scorso ne segnava il confine orientale.
Altro corso d'acqua che scorre nel territorio comunale è il fiume Picentino, che ad oriente di Salerno separa la città stessa dalla confinante Pontecagnano Faiano. Nella periferia della città esiste anche un piccolo lago artificiale, il Lago di Brignano (u fuoss ra cret nel dialetto locale).
- Classificazione sismica: zona 2 (rischio medio)

### Clima

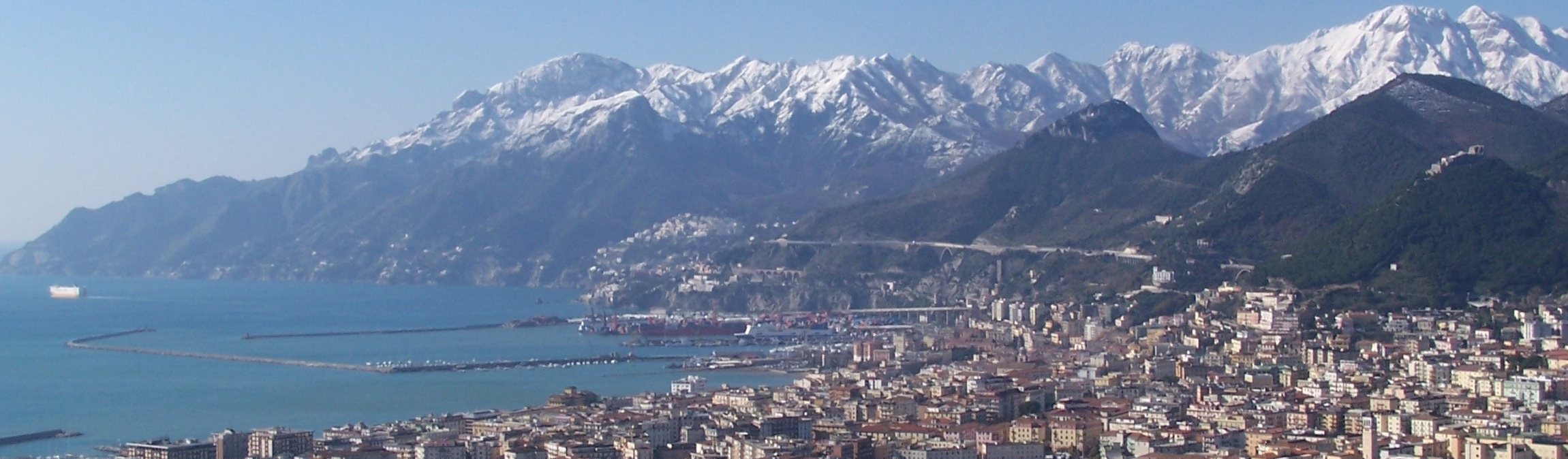
Salerno, sullo sfondo la costiera amalfitana ed i monti Lattari innevati

Il clima è tipicamente mediterraneo, con inverni miti e umidi ed estati moderatamente calde.
La conformazione orografica del territorio fa sì che la città sia spesso interessata dai venti. Le correnti provenienti da sud sud-ovest si scontrano con la barriera naturale dei monti Lattari che le convoglia nella valle dell'Irno; viceversa le correnti provenienti da nord si incanalano nella valle dell'Irno che funge da imbuto facendo convergere i venti sulla città. Il primo fenomeno genera venti di una certa intensità, soprattutto nel periodo tra estate e inverno; il secondo fenomeno è frequente durante l'inverno in coincidenza delle irruzioni d'aria fredda provenienti dai Balcani. Nella stagione invernale, le nevicate in città sono sporadiche. Episodi nevosi con accumulo, avvenuti recentemente, sono gli ultimi due giorni del 2014 (30 e 31 dicembre), l'Epifania del 2017 (6 e 7 gennaio), il 26-27 febbraio 2018 e il 5 gennaio 2019, in quest'ultima occasione con il record storico di accumulo nivometrico nelle frazioni collinari di almeno 30 anni (7–10 cm). Le frazioni collinari, in ragione della loro maggiore altitudine rispetto al nucleo urbano cittadino, possono talvolta essere interessate da brinate o gelate, molto più sporadiche nel centro urbano stesso (ma non rare nelle diverse zone più fredde della parte orientale della città, anche vicino al mare, come nella zona di Sant'Eustachio, Torrione, Pastena, le colline di Giovi e la zona di Fuorni/area industriale).
Nella seguente tabella sono riportate le medie delle temperature su dati climatici di Salerno Centro e delle precipitazioni su dati climatici di Salerno Aeroporto.
| Salerno             | Mesi  | Mesi  | Mesi | Mesi | Mesi | Mesi | Mesi | Mesi | Mesi | Mesi  | Mesi  | Mesi  | Stagioni | Stagioni | Stagioni | Stagioni | Anno    |
| Salerno             | Gen   | Feb   | Mar  | Apr  | Mag  | Giu  | Lug  | Ago  | Set  | Ott   | Nov   | Dic   | Inv      | Pri      | Est      | Aut      | Anno    |
| ------------------- | ----- | ----- | ---- | ---- | ---- | ---- | ---- | ---- | ---- | ----- | ----- | ----- | -------- | -------- | -------- | -------- | ------- |
| T. max. media (°C)  | 13,6  | 14,4  | 17,3 | 20,4 | 24,6 | 28,7 | 31,6 | 31,7 | 28,5 | 24,1  | 18,8  | 15,3  | 14,4     | 20,8     | 30,7     | 23,8     | 22,4    |
| T. min. media (°C)  | 7,3   | 7,6   | 9,2  | 12,0 | 15,3 | 18,9 | 21,1 | 21,2 | 19,0 | 15,9  | 11,7  | 9,3   | 8,1      | 12,2     | 20,4     | 15,5     | 14,0    |
| Precipitazioni (mm) | 151,5 | 112,3 | 91,1 | 80,7 | 51,9 | 38,2 | 28,6 | 34,8 | 84,3 | 127,2 | 151,9 | 155,0 | 418,8    | 223,7    | 101,6    | 363,4    | 1 107,5 |

- Classificazione climatica: zona C, 994 GR/G

## Origini del nome
Il toponimo ha suscitato molta discussione in passato, ma l'ipotesi più probabile è che si riconduca a una base prelatina *sal(-a) dal significato approssimativo di ‘canale’ e una formante -ern- che ricorre in altri nomi di luogo che si assegnano al sostrato.
Tra le ipotesi storiche, prive di valenza scientifica, si ricorda quella di Erchemperto, storico longobardo, che nella sua Historia Langobardorum Beneventanorum scrisse «è chiamata Salerno dal mare, che le è vicino e che è detto anche ‘sale’, e dal fiume Lirino: due nomi in uno»; l'abate Domenico Romanelli nell'Antica topografia istorica del regno di Napoli cita altre ipotesi, ovvero da Salem pronipote di Noè, dai due fiumi Sale (l'attuale Canalone) ed Erno (o Irno) che attraversano la città, dal sostantivo salum cioè il mare che la cinge a sud; Strabone la descrisse «paullo supra mare situm».

## Storia

### Età antica

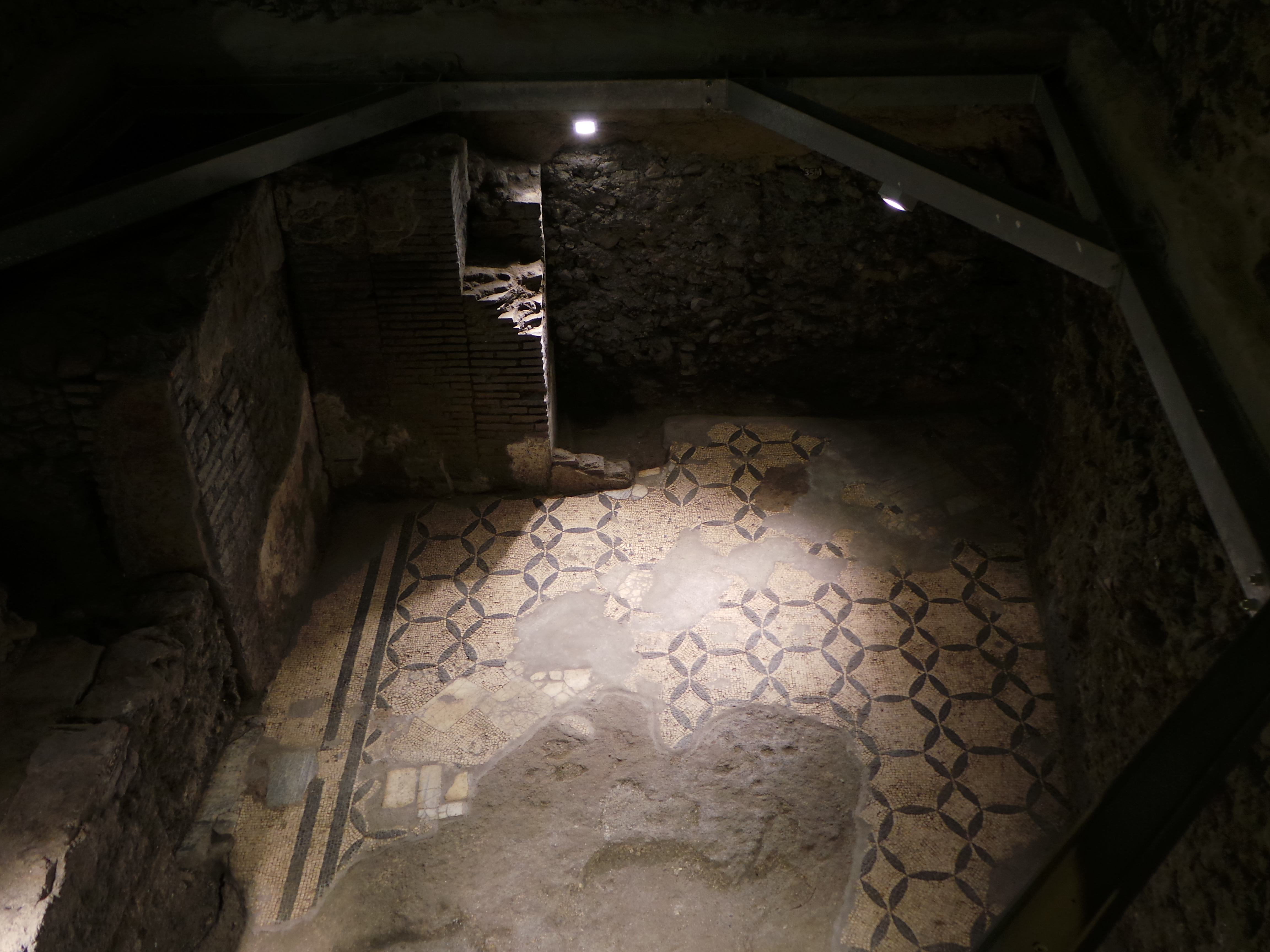
Resti delle terme romane a palazzo Fruscione

Il primo insediamento documentato sul territorio salernitano risale al VI secolo a.C.; si tratta di un centro osco-etrusco che sorgeva sul fiume Irno poco lontano dalla costa in un punto strategico per le vie di comunicazione dell'epoca. Nel V secolo a.C., con la ritirata degli Etruschi dall'Italia meridionale, lo stesso insediamento venne occupato dai Sanniti. In circostanze non note tale insediamento venne abbandonato attorno al 280 a.C.
Con la lex Atinia de coloniis quinque deducendis, del 197 a.C., erano state poste le basi per la romanizzazione della fascia tirrenica della Campania. Furono, quindi, fondate cinque colonie marittime di cittadini romani a Vulturnum, Liternum, Puteoli, Castrum Salerni e a Beneventum. Nel 199 a.C. Scipione fece inviare a Salerno, città già di una certa importanza, trecento cittadini romani per fondarvi la colonia marittima, nello stesso periodo in cui vi istituirono il portorium, trasformando lo scalo marittimo della città in dogana di Stato. I salernitani parteciparono, quali alleati di Roma, alla Seconda guerra punica e furono ricordati da Scipione L'Africano quali "pugnaci guerrieri lanciatori di giavellotti". Dopo la Battaglia di Canne furono un valido presidio contro i Picentini, schieratisi dalla parte di Annibale. La città si espanse e, durante l'impero di Diocleziano, divenne il centro amministrativo della provincia Lucania et Bruttii.
Salerno era attraversata dalla via Popilia (l'attuale via Tasso), che la collegava con Pompei, Neapolis e con la Lucania. Il foro era sito nell'attuale piazza Abate Conforti ed era attraversato dalla stessa via Popilia, che in questo tratto corrispondeva al decumano massimo della città, mentre il cardo massimo seguiva il tracciato dell'attuale via Canali. Sono attestate anche notizie di un teatro, grazie ad un'iscrizione sepolcrale dedicata ad Acerrio Firmio Leonzio, ricordato come organizzatore di uno spettacolo teatrale.

### Età medievale

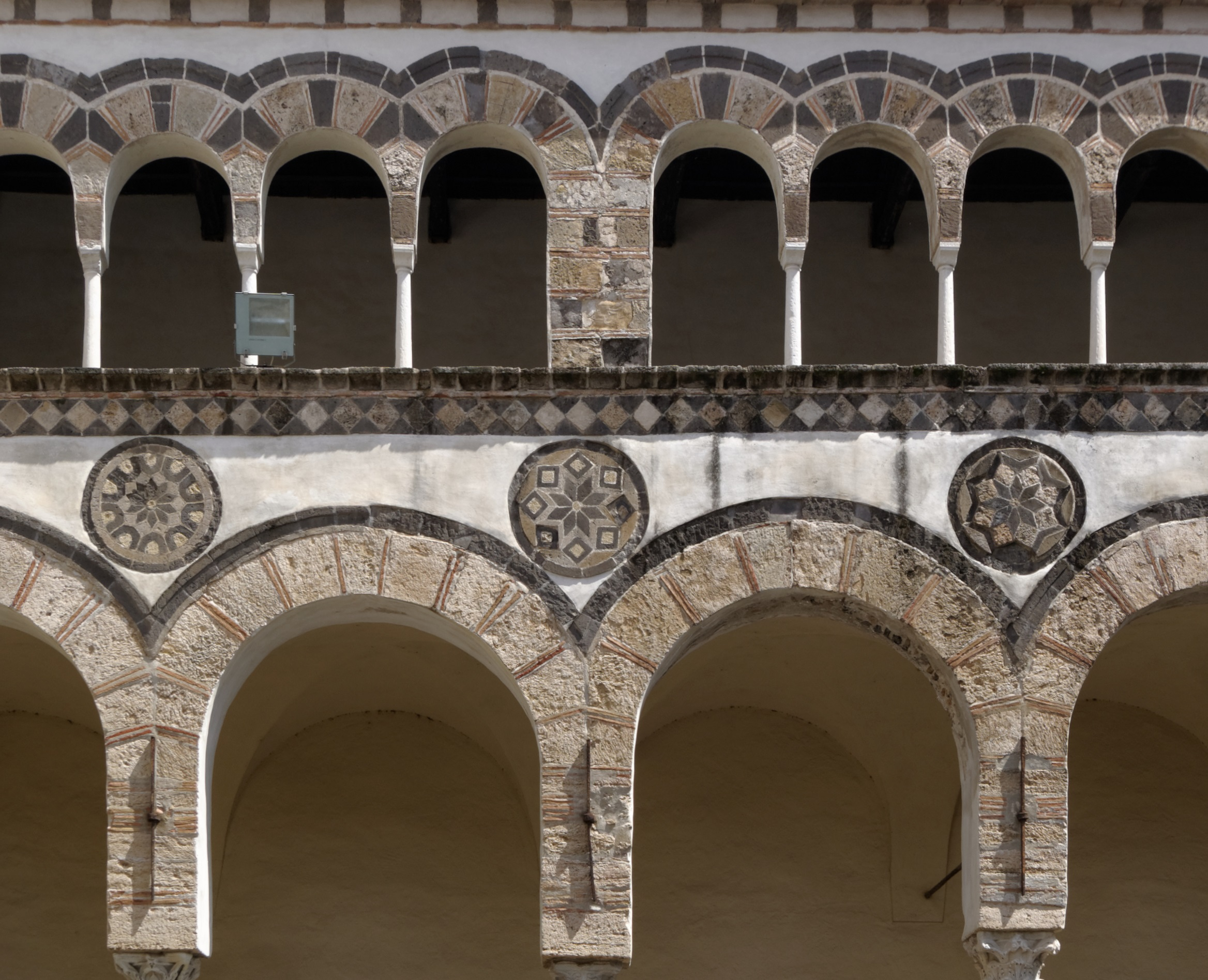
Particolare degli intarsi policromatici del quadriportico del Duomo

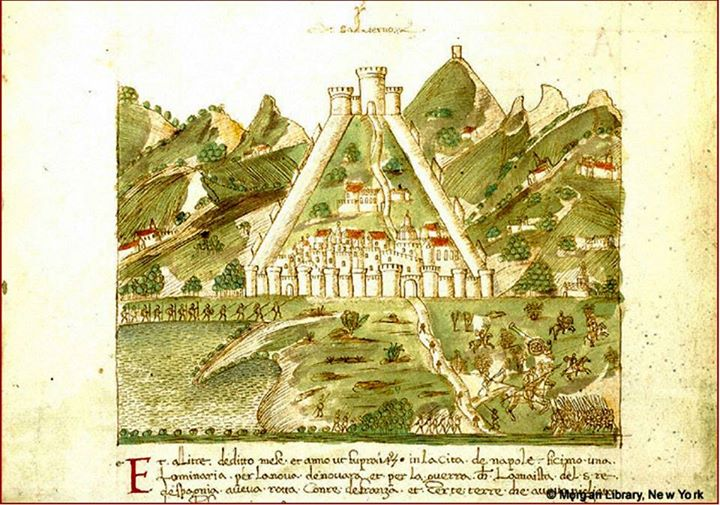
La "Imago Urbis" di Salerno con il Castello e la cortina di mura nel periodo Aragonese

Con la caduta dell'Impero romano d'Occidente, la città fu annessa al dominio bizantino fino al 646 quando cadde in mano longobarda e divenne parte del ducato di Benevento. Nel 774 il principe Arechi II vi trasferì la corte e nell'839 il principato di Salerno divenne autonomo da Benevento acquisendo i territori del principato di Capua, la Calabria settentrionale e le città di Avellino e Taranto.
Sotto il principato di Arechi II, Salerno conobbe un periodo di rinascita sia dal punto di vista culturale che urbanistico. Sul modello di quanto fatto a Benevento, infatti, fece costruire un palazzo con annessa cappella e fortificò il sistema difensivo, sfruttando le mura dell'antica fondazione romana. La preoccupazione di un'aggressione franca contro il ducato meridionale fu, secondo Erchemperto, il motivo che portò Arechi II a scegliere un luogo già fortificato con sbocco verso il mare.

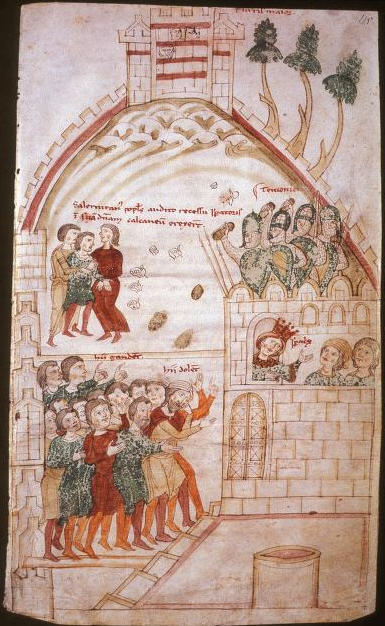
Costanza di Sicilia a Salerno

La realtà della città era caratterizzata da un ambiente multiculturale; il principato era difatti uno Stato cuscinetto tra il papato e l'impero, da una parte, e l'oriente bizantino e il mondo islamico dall'altra. Questo quadro politico contribuiva tuttavia anche ad una certa instabilità. Dal punto di vista commerciale, anche per tramite della vicinissima e potente Amalfi, la città era collegata alle più remote coste del mediterraneo.
In questo contesto sorse intorno al IX secolo la Scuola Medica Salernitana che la tradizione vuole fondata da quattro maestri: un arabo, un ebreo, un latino ed un greco. La scuola fu la prima istituzione per l'insegnamento della medicina nel mondo occidentale e godette di enorme prestigio per tutto il Medioevo. La città era una meta obbligata per chi volesse apprendere l'arte medica o farsi curare dai suoi celebri dottori. Questa fama valse a Salerno il titolo di Hippocratica civitas, titolo di cui ancora la città si fregia nel suo stemma.
Lo sviluppo della città fu proseguito dagli immediati successori di Arechi II: Grimoaldo I e Grimoaldo II. Dopo varie successioni ed alterne vicende la città visse il periodo più florido della sua storia, che concise con il governo della sesta dinastia iniziato nel 983. Opulenta Salernum fu la dizione coniata sulle monete per testimoniarne lo splendore. Guaimario IV fu principe di Salerno (dal 1027) e di Capua (1038-1047), duca di Amalfi (dal 1039), Gaeta (1040-1041) e Sorrento (dal 1040) e duca di Puglia e Calabria (1043-1047). Giovanni V, Duca di Napoli, si dichiarò vassallo del principe Guaimario nel 1039 e gli rimase fedele durante tutto il suo regno. Con tutte queste sue conquiste e possessioni Guaimario IV fu il primo ad espellere dal meridione italiano continentale i Bizantini ed a unificarlo.
Con Gisulfo II di Salerno ebbe termine il principato longobardo, a causa della detronizzazione avvenuta nel 1077 per mano del cognato Roberto il Guiscardo, ma dopo la conquista normanna Salerno divenne capitale del ducato di Puglia e Calabria (titolo precedentemente assegnato a Melfi) che arrivò a comprendere tutto il Mezzogiorno continentale. Nella fase di transizione giocò un ruolo importante Alfano I, che fece da mediatore tra longobardi e normanni e fece costruire il duomo in stile arabo-normanno, con l'assenso e il contributo economico del Guiscardo.

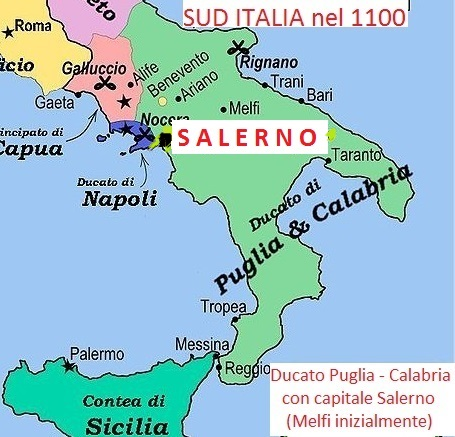
Salerno capitale del Ducato normanno di Puglia e Calabria

Nel 1130 il ducato di Puglia e Calabria fu unito al Regno di Sicilia da Ruggero II con capitale Palermo.
In realtà fin dal 1127 Salerno aveva perso la sua posizione di rilievo dei possedimenti normanni peninsulari, ma la sua posizione si rinsaldò con l'avvento degli Angioini. Nel 1272 venne elevata da Carlo I d'Angiò al rango di capitale di un principato autonomo riservato all'erede al trono Carlo II di Napoli e durante questo periodo vi fu un rilancio dal punto di vista artistico e culturale.

### Età moderna

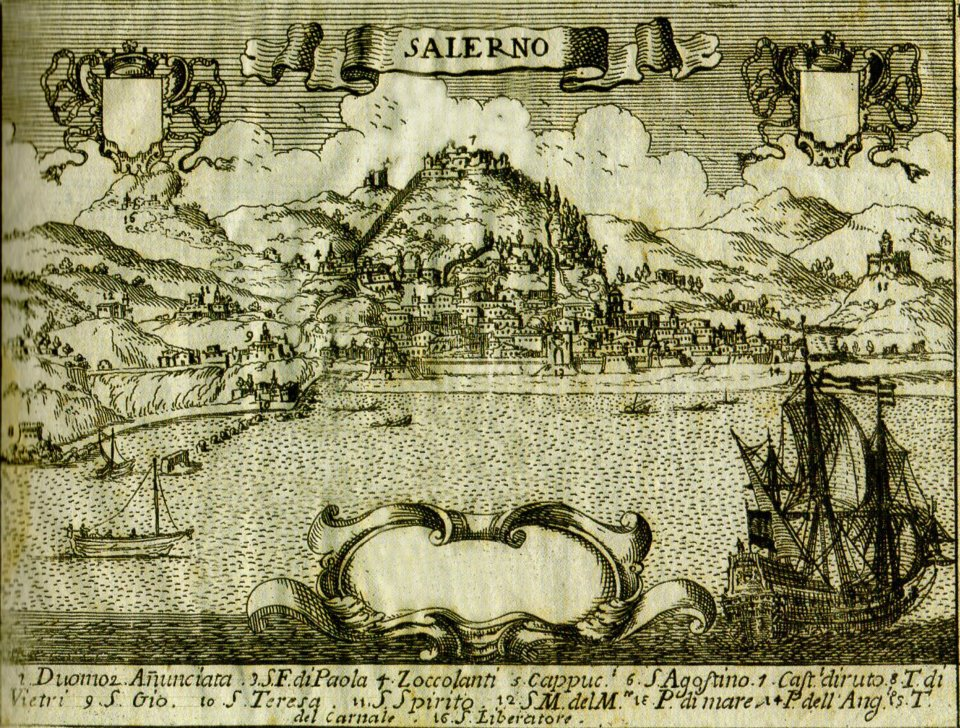
Salerno nella veduta di Pacichelli di inizio '700

Nel 1419 per necessità finanziarie Giovanna II cedette in feudo la città ai Colonna, per poi passare agli Orsini ed infine ai Sanseverino, una potente famiglia feudale che ebbe molta influenza sulle sorti del Regno di Napoli per gran parte del Rinascimento. Sotto i Sanseverino la città conobbe decenni di intensa vita culturale: Masuccio Salernitano fu segretario del primo principe della dinastia, Bernardo Tasso fu fido consigliere di Ferrante e la scuola medica ebbe nuovo impulso e splendore, grazie alla presenza di illustri personaggi quali Scipione Capece, Agostino Nifo e i fratelli Martelli. Con la caduta di Ferrante Sanseverino, nel 1578 la città fu data in feudo dal re a Nicola Grimaldi e solo nel 1590 riuscì a riscattarsi con il pagamento di una somma di denaro. La rivoluzione contro i governanti spagnoli nel 1647, ebbe ripercussioni anche a Salerno. Sul modello di quanto accaduto a Napoli con Masaniello, vi fu un moto popolare guidato dal pescivendolo Ippolito di Pastina. Negli anni successivi la città fu colpita da diversi eventi drammatici che ridussero considerevolmente la popolazione della città: nel 1656 vi fu un'epidemia di peste e il 5 giugno 1688 subì un violento terremoto, seguito da una nuova scossa nel 1694.
Occorsero decenni perché le sorti di Salerno si risollevassero da questi eventi funesti. Ai primi del Settecento la città era ridotta ad un piccolo abitato di poche migliaia di abitanti e solo nella seconda metà del settecento, con l'arrivo dell'Illuminismo, vi fu un periodo di parziale rinascita. Nel 1799 la città aderì alla Repubblica Napoletana con i fratelli Ruggi d'Aragona, che istituirono un governo provvisorio e furono a capo del dipartimento del Sele.

### Età contemporanea

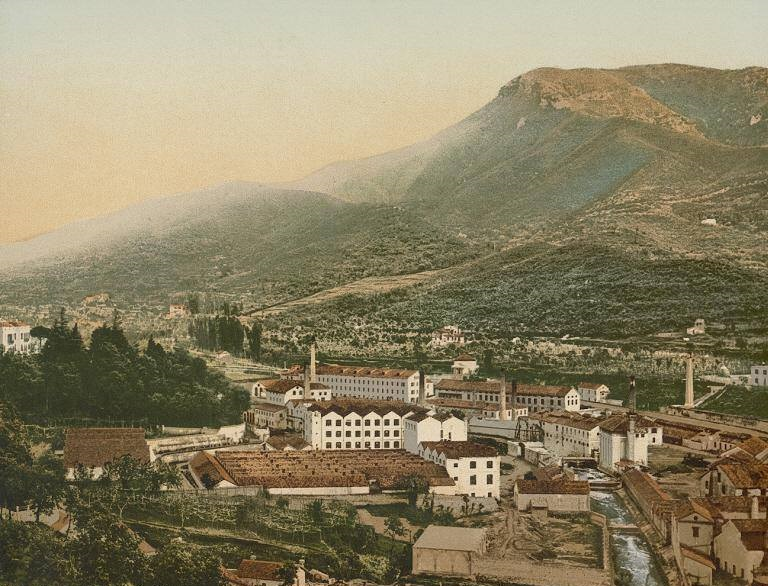
L'area industriale di Fratte nell'800

Nella prima metà dell'Ottocento, durante il regno borbonico, nacquero a Salerno le prime industrie, per lo più a capitale straniero (svizzero in particolare). Salerno diede appoggio a Garibaldi nel 1860 con nove salernitani che erano nei "Mille" e furono numerose le affiliazioni alle società segrete, come la Carboneria.

Nel 1861, anno dell'unificazione, Salerno era la terza provincia italiana per valore aggiunto pro capite: nel 1877 risultavano sul territorio 21 fabbriche tessili con circa 10.000 operai, e Salerno venne soprannominata "la Manchester delle Due Sicilie". 

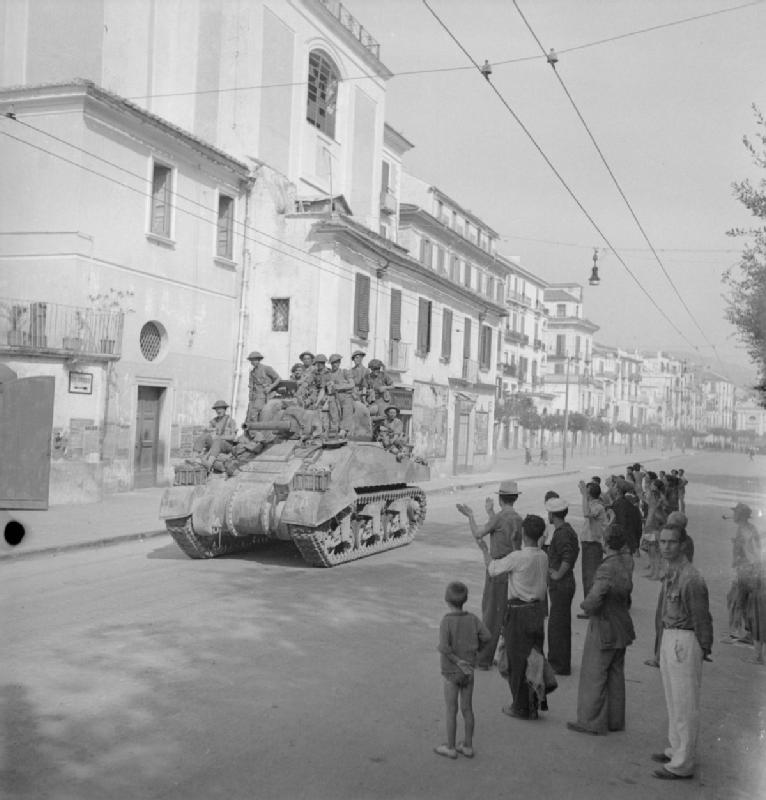
Carri M4 Sherman attraversano Salerno nel 1943

Per dare un termine di paragone, si pensi che nello stesso periodo a Torino lavoravano in questo settore solo 4.000 operai. Dopo l'unità avvenne il tracollo di numerose industrie, tra le quali le cartiere un tempo fiorenti.
Nel settembre del 1943, durante la seconda guerra mondiale, la città (e la costa del suo golfo, fino ad Agropoli) fu teatro del cosiddetto sbarco di Salerno: con questa operazione gli alleati accedevano alla costa tirrenica della penisola italiana ed aprivano la strada per avanzare verso Roma. Nel periodo che seguì lo sbarco (dal febbraio 1944) la città ospitò i primi governi dell'Italia post-fascista e la Famiglia Reale in fuga, divenendo di fatto Capitale d'Italia fino alla liberazione di Roma (inizio giugno 1944). In questo frangente si ebbe la cosiddetta Svolta di Salerno, con cui gli antifascisti, la monarchia e Badoglio trovarono un compromesso per un governo di unità nazionale.
Nel 1954 la città fu colpita da una forte alluvione che causò centinaia di morti e nel 1980 risentì anche del terremoto che colpì l'Irpinia.
Il 7 gennaio 2012, nel consueto appuntamento della Festa del Tricolore a Reggio nell'Emilia, la città di Salerno ha ricevuto, durante le manifestazioni conclusive del centocinquantenario dell'unità nazionale, una copia del primo tricolore a ricordo del ruolo di capitale svolto dalla città al termine dell'ultimo conflitto mondiale.

### Simboli
Lo stemma del comune di Salerno è costituito da uno scudo sannitico troncato. Nella parte alta è raffigurato san Matteo in campo azzurro, sormontato da una corona muraria; l'evangelista regge con la mano destra una penna d'oca e con la sinistra il vangelo. Nella parte bassa lo stemma è fasciato d'oro e di rosso.
Lo stemma ha la seguente blasonatura ufficiale:
La descrizione del gonfalone è la seguente:
La scelta di utilizzare san Matteo nel simbolo della città probabilmente risale al 1544: il 27 giugno di quell'anno il pirata Khair-ad-Din, detto il "Barbarossa", cercò di attaccare Salerno che chiese protezione al santo patrono. Una tempesta ricacciò la flotta del Barbarossa e distrusse le sue navi, da allora la cittadinanza decise di inserire il santo nello stemma.
La corona muraria sulla testa di san Matteo è segno del titolo di Città di cui Salerno si può fregiare per antico diritto.
I colori rosso e oro sono verosimilmente i colori della Corona d'Aragona. In realtà in principio le fasce erano rosso e argento e si riferivano alle insegne di Ungheria che furono donate dal re Carlo II d'Angiò, principe di Salerno, alla città. Il re infatti aveva sposato Maria, figlia del re Stefano V d'Ungheria.
Lo stemma e il gonfalone sono stati riconosciuti con D.P.C.M. del 23 giugno 1949.
Nel 1996 si decise di aggiungere allo stemma la scritta HIPPOCRATICA CIVITAS, ovvero "Città di Ippocrate", antico attributo della città in riferimento alla Scuola Medica Salernitana, per secoli vanto della cittadinanza.
Nel novembre 2011 lo stemma istituzionale della città viene ritoccato dal designer Massimo Vignelli: è stata mantenuta inalterata la forma grafica del 1996 ma l'insegna viene cinta dai due rami di quercia e di ulivo e dalla dicitura del comune formando, così, una figura circolare.
Nello stesso periodo Vignelli disegna anche il brand Salerno: un logo per la promozione turistica della città, per la pubblicizzazione dei servizi, dei prodotti e degli eventi non strettamente istituzionali.

### Onorificenze
Confermato successivamente con decreto del Presidente della Repubblica 23 giugno 1949.

## Monumenti e luoghi d'interesse

### Architetture religiose

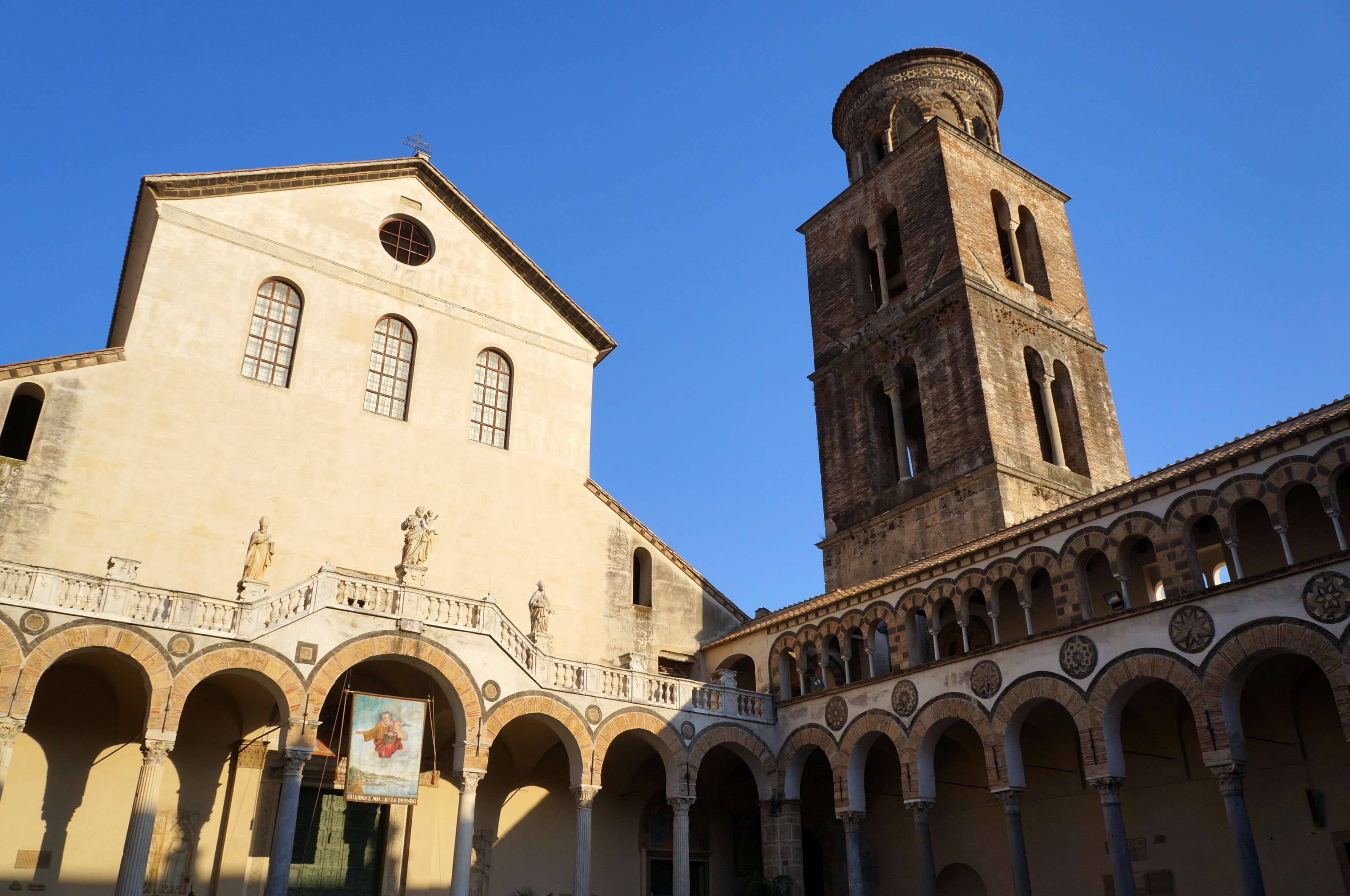
L'atrio e la facciata interno del Duomo con il campanile in stile arabo-normanno

La maggior parte delle chiese di valore artistico-architettonico sono situate nel centro storico. Molte di esse hanno origine alto-medioevale e sono sorte come parte degli antichi monasteri a cui erano annesse. Lo stile predominante è il barocco che si è sovrapposto alle antiche architetture medioevali, comunque visibili e ben documentate in molti edifici.
Il più importante edificio religioso cristiano cattolico della città è la cattedrale di Salerno, edificata nell'XI secolo per volere di Roberto il Guiscardo e del vescovo Alfano I probabilmente sul sito di un precedente edificio religioso pagano. Più volte rimaneggiata, come sul finire del XVII secolo a opera del Sanfelice e del Guglielmelli, nella pianta ricalca l'abbazia di Montecassino, di cui Alfano era assiduo frequentatore, e l'antica basilica di San Pietro in Vaticano. Molto interessante, dal punto di vista architettonico ed artistico, è il campanile in stile arabo normanno, alto 52 metri e commissionato nel XII secolo dall'arcivescovo Guglielmo da Ravenna.
Di epoca longobarda sono, invece, le chiese di Sant'Andrea de Lavina, edificata in onore del proprio patrono dagli amalfitani deportati in città da Sicardo, e di Santa Maria de Lama, riaperta al pubblico nel 1996 e costruita su una precedente costruzione di epoca romana e che conserva le uniche tracce di pittura longobarda ancora esistenti in città.
Molto importante dal punto di vista storico e archeologico, per via delle numerosissime stratificazioni, è la Chiesa di S.Pietro a Corte connessa, nell'impianto longobardo, al palazzo di Arechi II.

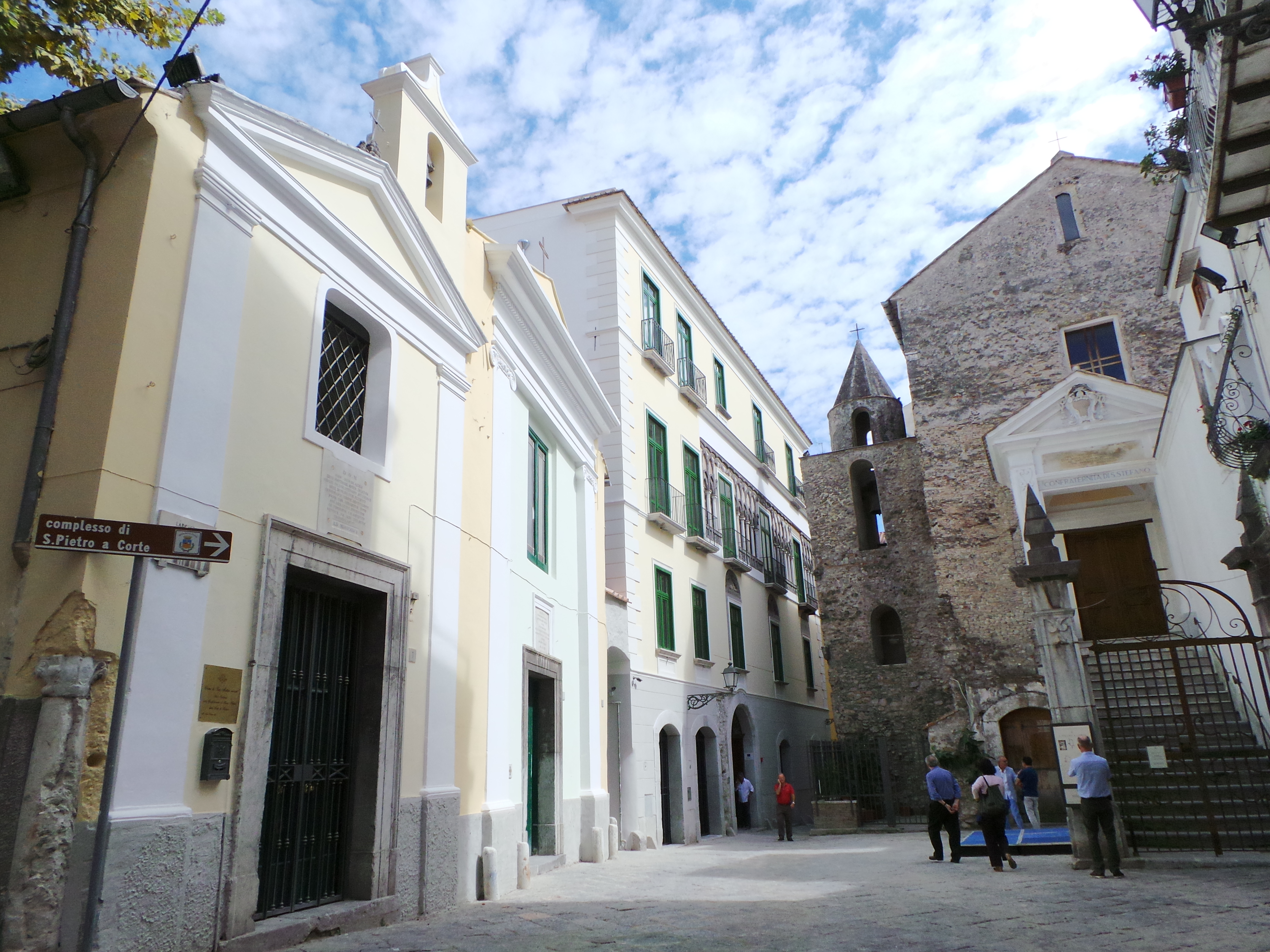
La chiesa di San Pietro a Corte

Da ricordare è anche la chiesa del Santissimo Crocifisso del XIII secolo, a impianto basilicale, e un tempo collegata al monastero di San Benedetto, di epoca longobarda e in stile romanico.
La Chiesa del Monte dei Morti e la Chiesa di San Filippo Neri, entrambe cinquecentesche, sono caratterizzate dalla pianta ottagonale, insolita in città.
Importante dal punto di vista artistico è la Chiesa di San Giorgio, degli inizi del '700 comunemente definita "la più bella chiesa barocca" della città, custodente le reliquie delle sante martiri salernitane Santa Tecla, Archelaa e Susanna e con quadri di Andrea Sabatini.
La Chiesa dell'Annunziata fu, invece, costruita nel 1627 a sostituzione di un precedente edificio di culto quattrocentesco andato distrutto per un terremoto. Spicca per il pregevole campanile progettato da Ferdinando Sanfelice.

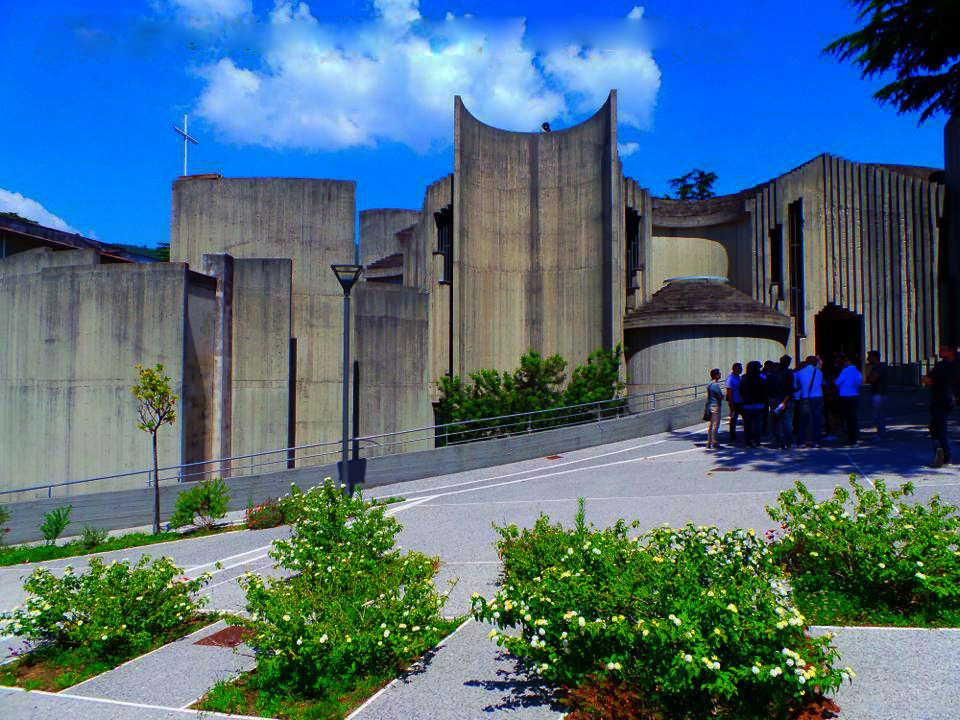
La chiesa della Sacra Famiglia di Paolo Portoghesi

Tra le chiese di più recente costruzione, sono da ricordare la chiesa del Sacro Cuore, costruita ad inizio '900 in piazza Vittorio Veneto e la chiesa della Sacra Famiglia costruita nel rione Fratte nel 1971, su progetto di Paolo Portoghesi, e che fu il primo edificio di culto realizzato interamente in cemento armato all'indomani della riforma liturgica del Concilio Vaticano II.
La parte alta del centro storico cittadino, inoltre, è ricca di numerosi conventi dismessi, per lo più di epoca longobarda o medievale, rimaneggiati nel corso dei secoli, costruiti lungo pendii riccamente irrigati per la presenza di numerosi ruscelli. Tra questi vanno ricordati, anche per la funzione pubblica che ora rivestono, il convento di San Nicola della Palma, finito di restaurare nel 2013 e ospitante l'EBRI (Istituto Europeo di Ricerche Biomediche), costruito su un precedente impianto termale ad ipocausto di epoca bizantina, e il Convento di San Lorenzo, risalente al X secolo e sito in via De Renzi, che ospita la sede dell'Archivio Storico Comunale.

### Architetture civili

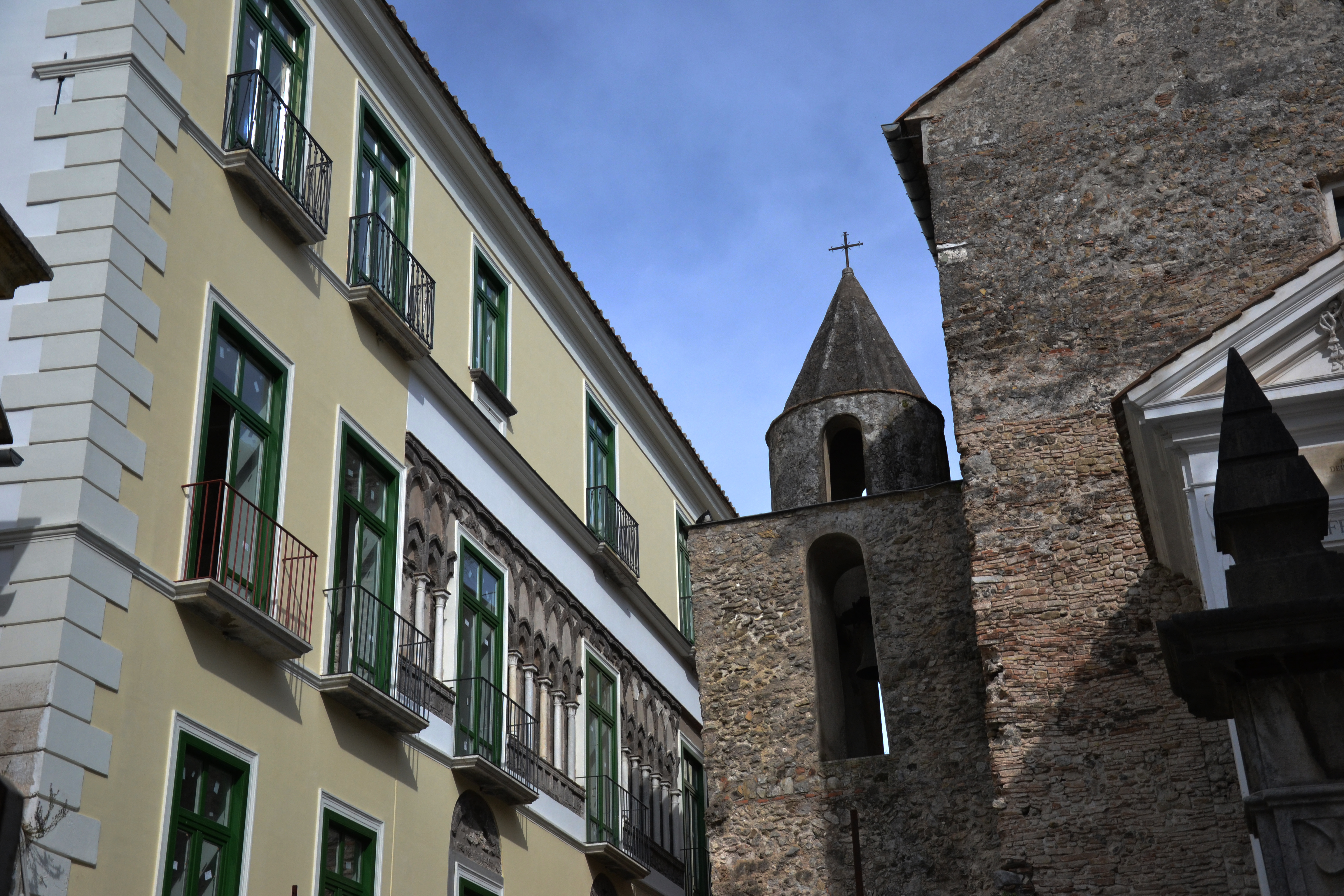
Palazzo Fruscione con la vicina cappella Palatina

Il centro storico della città è costituito in gran parte dagli antichi edifici, rimaneggiati ed ampliati più volte nel corso dei secoli, della città longobarda e normanna con il suo dedalo di vicoli, le chiese ed i palazzi nobiliari. La parte alta del centro storico è caratterizzata dalla presenza di numerosi conventi, risalenti soprattutto al X e XI secolo, e da imponenti palazzi gentilizi come Palazzo San Massimo del principe Guaiferio. L'intero centro storico è stato gradualmente recuperato a partire dagli anni novanta ed è fulcro della vivace vita cittadina grazie anche alle caratteristiche botteghe ed i locali che lo animano fino a tarda notte.
Interessante, in quanto testimonia il più antico utilizzo dell'arco ogivale nel medioevo, è l'acquedotto longobardo, eretto nel IX secolo per rifornire i monasteri di San Benedetto e Piantanova.
Nel centro storico sono numerosi i palazzi gentilizi di origine normanna, come Palazzo Fruscione, o fortemente rimaneggiati o innalzati nel '500 e '600, come Palazzo Pinto, dai bei cortili interni e dalle stanze affrescate. Il principale teatro della città è il Teatro Municipale Giuseppe Verdi, inaugurato nel 1872 e restaurato nel 1994. Fu costruito su progetto dell'ingegnere Antonino D'Amora e dell'architetto Giuseppe Menichini basandosi sulle proporzioni del Teatro San Carlo di Napoli. Notevole è il sipario realizzato da Domenico Morelli e definito, all'epoca, "il più bello esistente in Italia". Sotto la direzione artistica di Daniel Oren, dal 2007, si è affermato nel panorama lirico nazionale come teatro d'eccellenza, rendendosi protagonista di lusinghiere critiche ed importanti eventi.

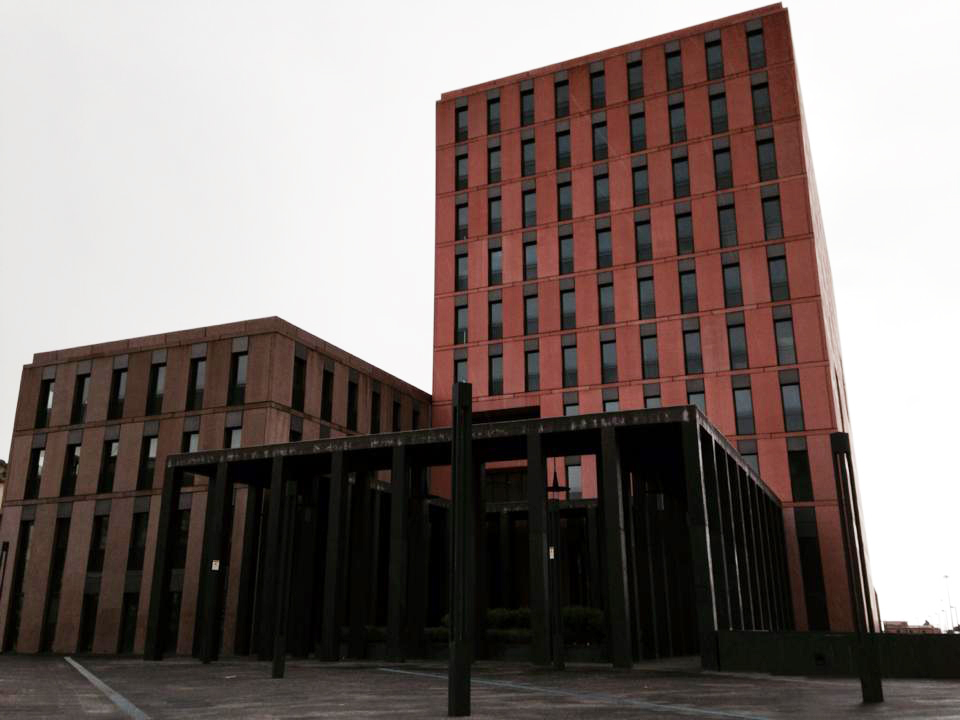
La nuova Cittadella di Chipperfield

In città si trovano notevoli palazzi pubblici e residenziali edificati nel primo quarto del Novecento in stile Liberty e caratterizzati da un forte eclettismo storicistico. Gli esempi più interessanti si possono ammirare nella stecca di edifici che costeggia il lungomare Trieste (Palazzo Edilizia, Palazzo Natella, Palazzo della Camera di commercio), nella zona del porto (Palazzo Barone), in prossimità della Stazione ferroviaria (Palazzo D'Alessandro), nonché nei palazzi di via Sabatini e di via Benedetto Croce. Molto importanti e imponenti, dal punto di vista architettonico, sono anche i palazzi pubblici realizzati durante il ventennio fascista e che costituiscono esempi interessanti della cosiddetta architettura di stato del regime, quali il Palazzo di Giustizia, il Palazzo delle Poste, il Liceo ginnasio Torquato Tasso, la Prefettura e il Palazzo di Città con l'annesso cinema teatro Augusteo progettati dall'architetto Camillo Guerra, il mercato del pesce e l'ex Casa del Balilla realizzati nella zona centrale della città. Nella zona collinare e in quella orientale, invece, si trovano l'Ex seminario regionale Pio XI, l'ex sanatorio antitubercolare e il Villaggio marino-sanatoriale.
Di recente costruzione sono altre opere realizzate in seguito all'organizzazione di concorsi internazionali di idee, vinti da alcuni degli architetti più conosciuti del XXI secolo, tra cui la stazione marittima di Zaha Hadid, piazza della Libertà e Crescent di Ricardo Bofill, la Cittadella Giudiziaria di David Chipperfield, Eden Park di Massimiliano Fuksas e il Marina d'Arechi di Santiago Calatrava.

### Architetture militari

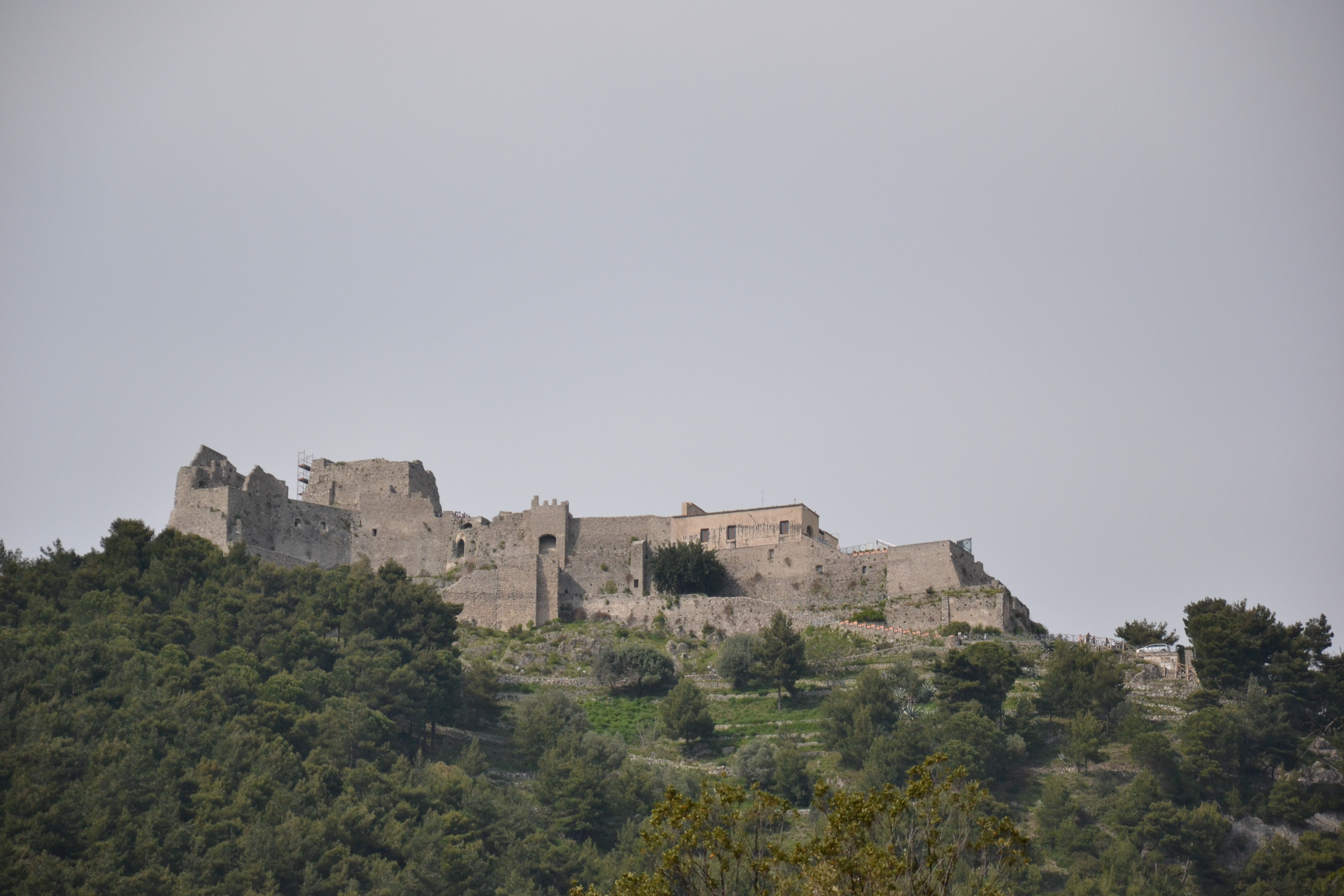
Castello di Arechi

Simbolo della città è il castello di Arechi, costruito in età tardo romana o bizantina, che divenne il cardine del sistema difensivo triangolare della città con il principe longobardo Arechi II, da cui prende il nome, che trasferì la corte del Principato di Benevento a Salerno. Successivamente ampliato e fortificato, il maniero non fu mai espugnato. Ospita un museo, delle attività ricettive e congressuali ed è punto di snodo per percorsi naturalistici e sentieri attrezzati. Poco distante dal castello, inoltre, è visitabile la Bastiglia, torre di avvistamento a pianta circolare fatta erigere da Gisulfo II per difendersi dall'imminente assedio della città da parte di Roberto il Guiscardo.

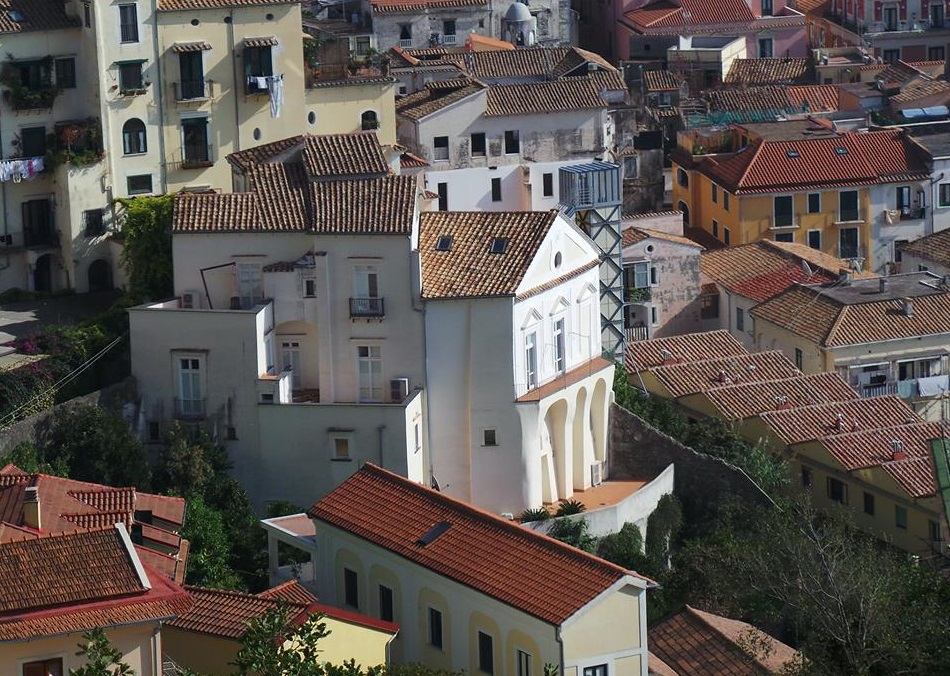
La torre dei Ladri nel centro storico

L'altro forte simbolo della città è la Carnale, torre cavallaria realizzata nel 1569 su un promontorio (da cui il forte prende il nome) originariamente collegato al colle Bellara. La Carnale fungeva anche da torre di avvistamento, in relazione con le altre torri di vedetta della costiera amalfitana e cilentana, contro le incursioni saracene. Sotto i Borbone fu utilizzata come deposito di armi e, durante la seconda guerra mondiale, fu rinforzata e presieduta per la vicinanza con lo snodo ferroviario.
Tra le torri di avvistamento di quel periodo ancora integre, va ricordata la Torre Angellara, lungo il litorale orientale della città.
Nel rione Madonna delle Grazie, c'è la Torre dei Ladri di epoca longobarda e originariamente inglobata all'interno del muro di cinta occidentale. L'origine del nome, secondo la tradizione popolare, sarebbe da ricercare o nell'usanza di esporre sulla torre, a difesa della Porta Nocerina, i corpi dei ladri condannati a morte o nell'utilizzo dei suoi sotterranei da parte dei ladri come nascondiglio. Altra torre longobarda della città, nel rione Municipio, è la Torre di Guaiferio. Esiste poi la Torre del Cetrangolo (dal nome dell'arancio amaro di cui esisteva una coltivazione nell'area), che si trova nel punto in cui la murazione longobarda intersecava le mura romane, nel quartiere dell'Orto Magno. Lungo le pendici del monte Bonadies, poi, sono ancora visibili lunghi tratti delle mura che, partendo dal vertice costituito dal castello, cingevano la città da ambo i lati. Altre sezioni delle mura longobarde della città, inoltre, sono ancora visibili in alcune parti del centro storico.

### Altro

#### Statue e obelischi

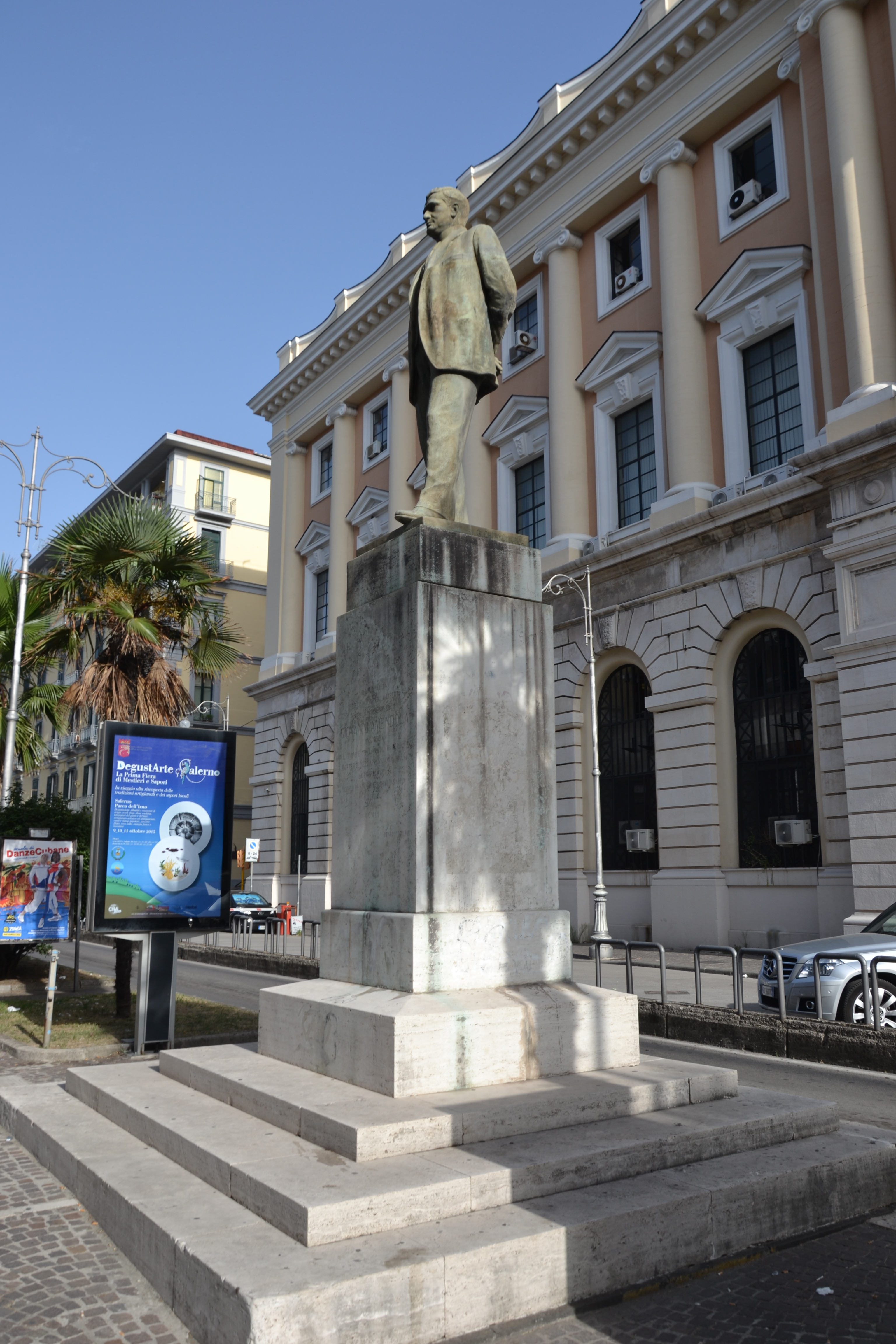
Statua a Giovanni Amendola

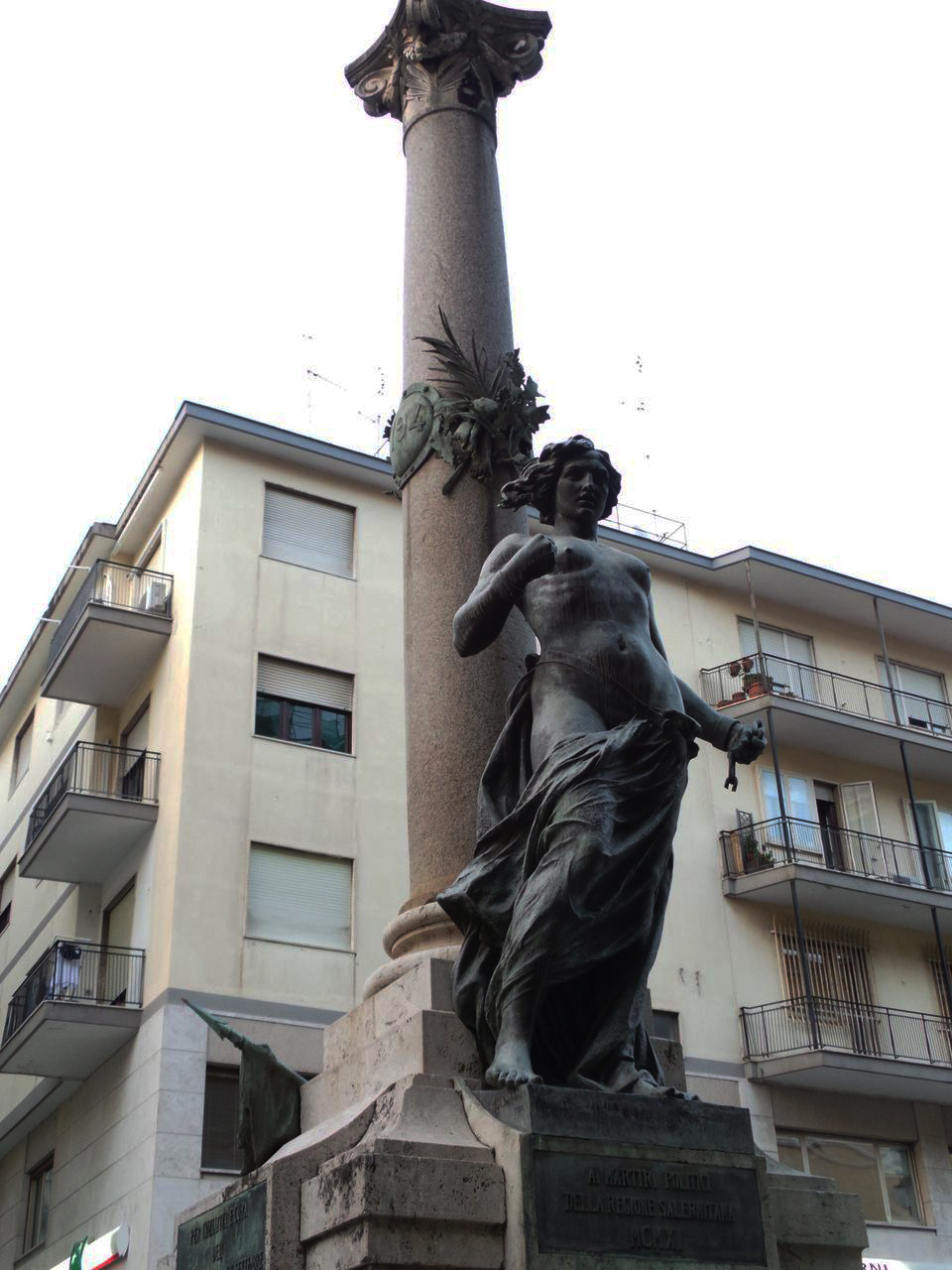
Statua della Libertà di Gaetano Chiaromonte

Nella villa comunale si trova quella dedicata al patriota Giovanni Nicotera, membro della spedizione dei trecento a Sapri e in seguito Deputato e Ministro del Regno d'Italia. L'opera fu realizzata nel 1897 dallo scultore Alfonso Balzico per richiesta del comitato per le onoranze agli eroi di Sapri. Durante la guerra mondiale la statua fu fusa per realizzare proiettili ma, negli anni sessanta, ne fu ricollocata un'altra realizzata da Corrado Patroni. La nuova statua rappresenta Giovanni Nicotera colto nell'atto di strappare la propria condanna a morte. Sempre nella villa comunale si trova la statua di Carlo Pisacane, opera in marmo raffigurante il patriota italiano, protagonista della spedizione dei trecento. Il monumento fu realizzato dallo scultore Gennaro Calì nel 1864.
All'altezza di Palazzo Santoro invece si trova Il Monumento ai Martiri Politici della Regione Salernitana MCMXI, conosciuto anche con il nome di Statua della Libertà. L'opera è di Gaetano Chiaromonte e fu inaugurata nel 1912 nello spazio in cui vennero innalzati alla forca

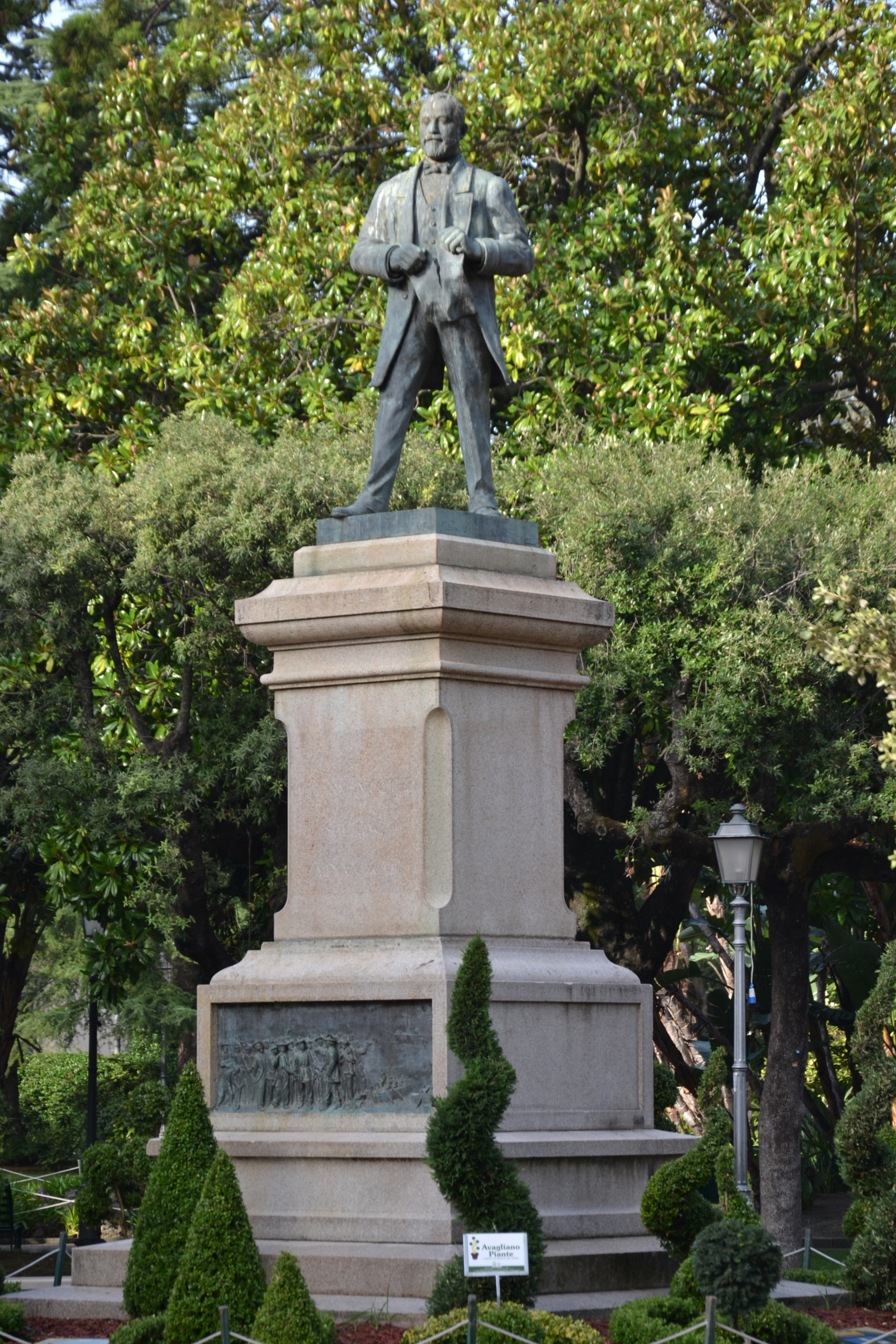
Statua a Giovanni Nicotera nella villa comunale

 i patrioti salernitani. Il monumento è costituito da una colonna posta su un piedistallo di pietra davanti alla quale si trova una donna seminuda colta nell'atto di liberarsi dalle catene. Da organi di stampa diocesani la statua fu duramente criticata in quanto considerata troppo scandalosa e ne fu richiesta la rimozione. Nel 2012 è stato festeggiato il centenario della statua con una serie di incontri e manifestazioni.
Sempre di Chiaromonte sono tre altorilievi in bronzo raffiguranti: Roberto il Guiscardo, L'entrata a Salerno di Papa Gregorio VII e la Fertilità della terra, destinati alla facciata del Palazzo di Città e posti all'ingresso del Salone dei Marmi. Sempre di Chiaromonte, nella villa comunale, il busto in bronzo di Giovanni Cuomo, Ministro dell'Istruzione nel 1944 e la statua raffigurante Giovanni Amendola posto davanti al tribunale cittadino.
In piazza Vittorio Veneto invece si trova il Monumento ai Caduti in Provincia di Salerno nella Grande Guerra, costituito da un blocco di pietra ai cui lati si trovano due figure maschili e dei bassorilievi realizzati nel marmo bianco del basamento. Sulla sommità fu posta la statua della Vittoria Alata, ovvero una donna brandente una spada ricurva colta in un movimento plastico. La statua fu inaugurata nel 1923 da Vittorio Emanuele III ma solo due anni dopo la Vittoria Alata fu fusa da Benito Mussolini per la fabbricazione di proiettili. Sul Lungomare Trieste si trova il Monumento al Marinaio, realizzato dall'ingegnere Arnaldo Prete ed inaugurato nel 1977. Alla fine del Lungomare Trieste è posta la statua di Errico De Marinis, politico socialista italiano. In Piazza della Concordia si trova il Monumento alla Madonna Immacolata, progettato da Antonio Berti e inaugurato nel 1963. È costituito da un obelisco di quasi venti metri che poggia su un piedistallo di marmo a forma di stella, sormontato dalla statua della Madonna in bronzo dorato. In piazza Flavio Gioia invece si trova, sulla Porta Nova, la statua di San Matteo.

#### Fontane

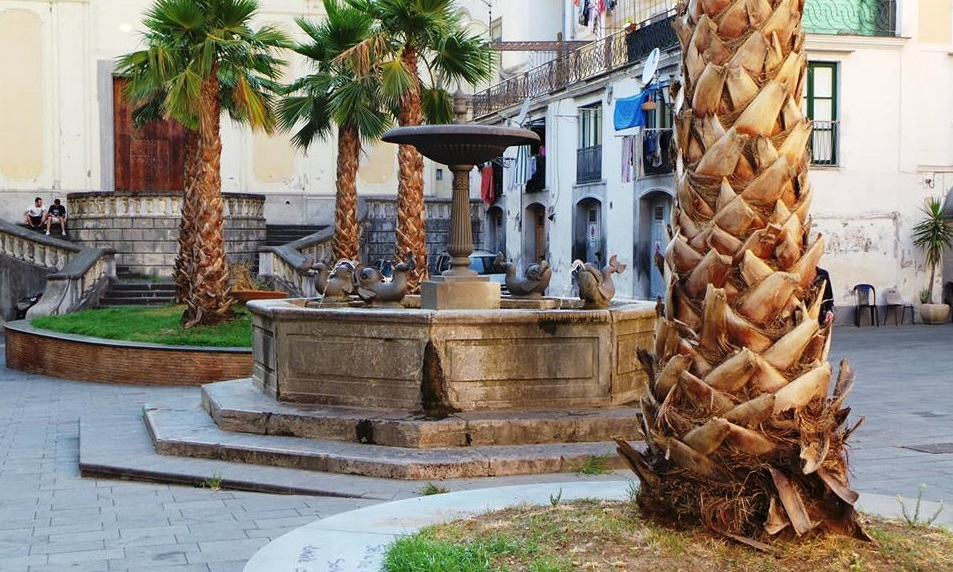
La fontana del Tenna

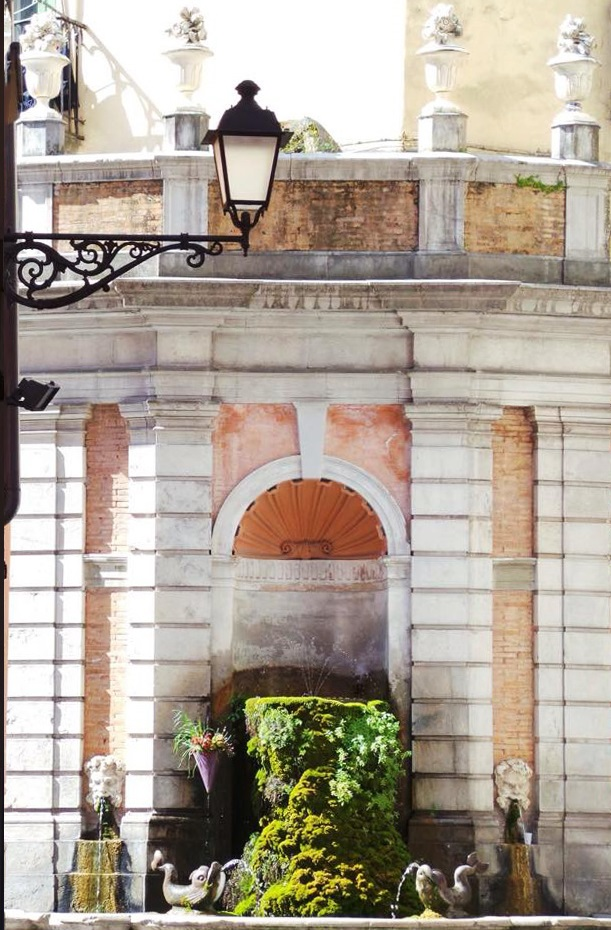
La fontana dei Pesci, attribuita al Vanvitelli

A Salerno ci sono anche diverse fontane, alcune contemporanee e altre più antiche situate nelle corti dei palazzi del centro storico o nei vari rioni. Nel quadriportico del Conservatorio Ave Gratia Plena Minor ritroviamo una fontana caratterizzata d una vasca ottagonale che fu creata in sostituzione dell'antico pozzo a servizio della struttura mentre all'esterno la fontana dell'Annunziatella caratterizzata da un loggiato con tetto a cupola. Di grande importanza è la Fontana del Nettuno, che si trova nel cortile del Palazzo Ruggi d'Aragona, posta in una nicchia semicircolare in stile Rococò e caratterizzata dalle rappresentazioni scenografiche di Nettuno, un cavallo, un fanciullo ed una sirena avvolti dalle onde marine e scolpiti in pietra ed arenaria. Nelle piazze dei rioni ritroviamo la Fontana dei Pesci (conosciuta anche con il nome di Fontana del Campo poiché si trova in Piazza Sedile del Campo) disegnata da Luigi Vanvitelli, la Fontana del Tenna in piazza Abate Conforti, poggiata su tre gradini e costituita da una vasca ottagonale su cui sono disposti in modo simmetrico quattro pesci dalla cui bocca fuoriesce l'acqua. Di autori ignoti sono invece la fontana delle Fornelle, situata in piazza Matteo d'Aiello, che si presenta come una vasca di forma ovale posta su un gradino e caratterizzata da due zampilli che fuoriescono da due brocche di ferro poste su blocchi di pietra, la saliera di don Peppino Bellotti, costituita da una vasca circolare con al centro una coppa marmorea con inciso il simbolo del Comune e la fontana di largo Montone, dalla grande monumentalità, posta a ridosso di una parete rivestita di mattoncini rossi e abbellita con sei lesene. La più importante è senza dubbio la Fontana del Tullio, realizzata nel 1790 lungo la strada che collegava Salerno a Napoli, posizionata nella villa comunale.
Tra le fontane contemporanee ritroviamo quella con pianta ottagonale disegnata da Riccardo Dalisi, posta in piazza Flavio Gioia e chiamata dei delfini per via dei due delfini posti al centro della stessa che sorreggono un piatto di metallo da cui zampilla l'acqua.

#### Acquedotti

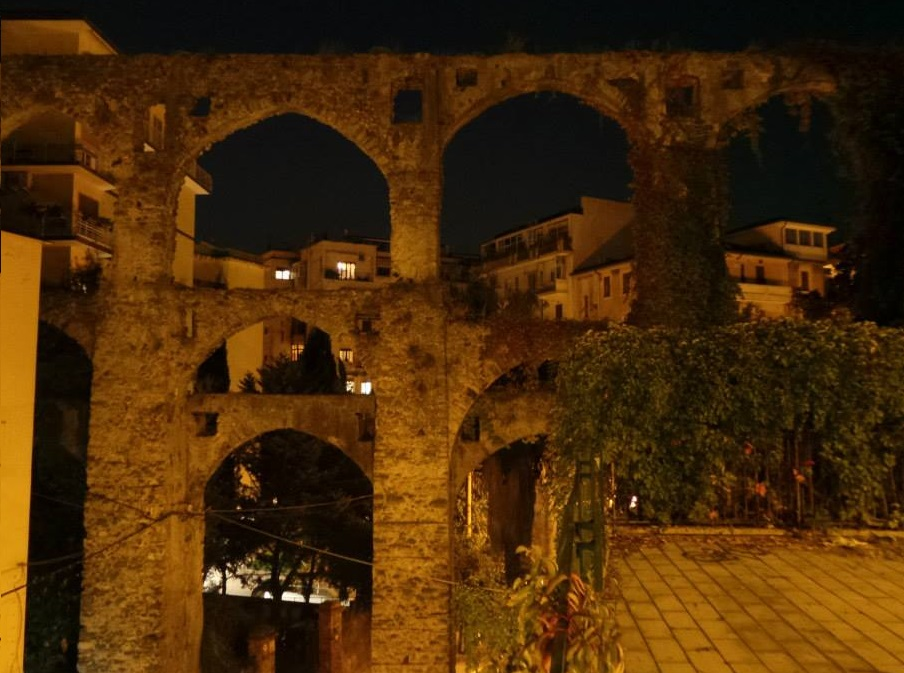
Il Ponte dei Diavoli

L'acquedotto medievale è stato eretto dai Longobardi nel IX secolo, per approvvigionare il monastero di San Benedetto e, tramite un passaggio sotterraneo, il convento della Piantanova.
È costituito da due rami, uno proveniente da nord e uno da est, che si congiungono in via Arce e proseguono a sud verso il monastero. Poggia su delle arcate ogivali, probabile uno dei primi utilizzi di questo tipo di arco.
Un tratto dell'acquedotto è stato popolarmente battezzato "Ponte del Diavolo", in quanto una leggenda popolare narra che il ponte sia stato costruito "con aiuto di demoni", da Pietro Barliario; la superstizione riteneva anche che avventurarsi sotto le arcate all'alba o al tramonto avrebbe portato all'incontro con costoro. Ancora un'altra leggenda narra che sotto l'acquedotto, in una notte di tempesta, si siano incontrati i quattro fondatori della Scuola Medica Salernitana.
Al 2009 invece risale la scoperta di un acquedotto nel vallone del Cernicchiara: si tratta di tre strutture ad archi, che probabilmente portavano l'acqua dalle pendici del Monte Bonadies a conventi, siti nei rioni alti della città.

### Siti archeologici

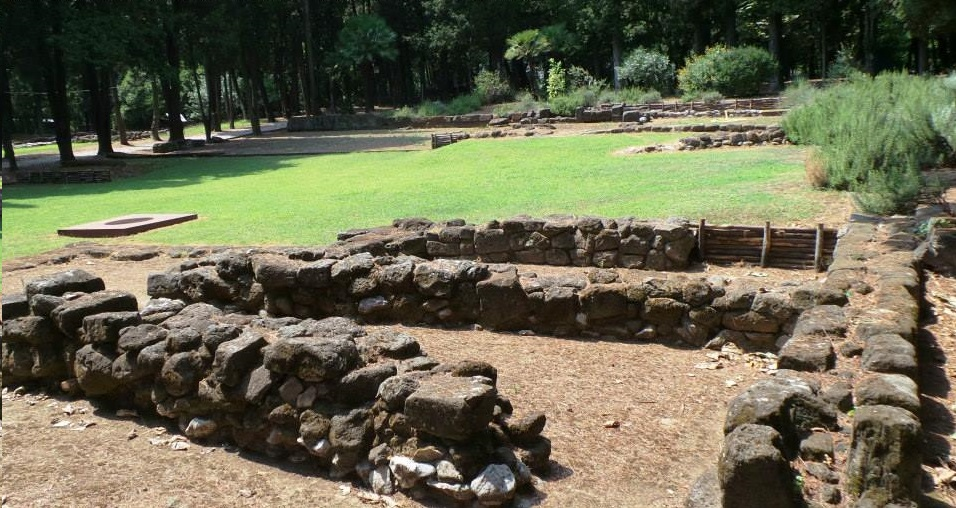
Il parco archeologico di Fratte

Sul territorio cittadino si trovano alcuni interessanti siti archeologici. Uno dei più importanti, perché affonda le radici nelle origini dei primi insediamenti abitativi del territorio, è l'area archeologica etrusco-sannitica del rione Fratte. Consisteva, con tutta probabilità, in un piccolo e fiorente centro commerciale fondato attorno al VI secolo a.C. da gruppi di Etruschi provenienti dalla vicina Amina (odierna Pontecagnano Faiano). L'insediamento, probabilmente da identificarsi con Irna, fu distrutto dai romani nell'ambito delle guerre sannitiche. I reperti rinvenuti nelle campagne di scavo e nella necropoli sono esposti al museo archeologico provinciale.

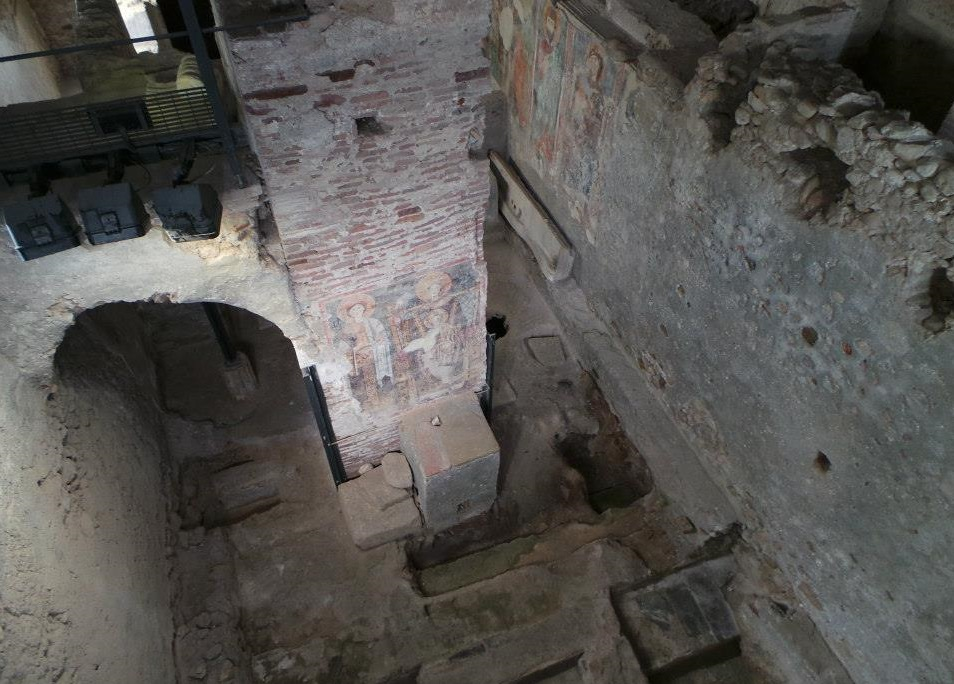
Gli scavi nel complesso di San Pietro a Corte

L'altro importantissimo sito archeologico della città, perché pluristratificato e strettamente connesso al periodo di maggiore fioritura della città di Salerno, è il complesso archeologico di San Pietro a Corte. L'edificato ha origine intorno al I secolo d.C., in età medio imperiale, come impianto termale. L'area del frigidarium fu poi utilizzata in età paleocristiana, intorno al V secolo come cimitero con annessa ecclesia. Quando Arechi II spostò la corte del principato di Benevento a Salerno, su quel sito costruì la sua reggia e la cappella palatina. È per questo che il sito di S.Pietro a Corte è una testimonianza importantissima della storia longobarda, in quanto costituisce l'unica testimonianza di architettura palaziale longobarda. Nel corso dei secoli fu, poi, utilizzato per altri scopi. In epoca normanna e sveva ospitò riunioni dell'assemblea cittadina e del Collegio della scuola medica salernitana. Nel XVI e XVIII secolo furono fatti importanti interventi di ristrutturazione della chiesa superiore e del suo accesso.
In località San Leonardo, nel periodo 1985-1989 sono iniziate campagne di scavo (poi proseguite in anni più recenti) per portare alla luce una villa romana il cui impianto originario risale al periodo tra fine del II secolo a.C. e l'inizio del I secolo. Anche nel centro storico, in occasione di scavi mirati o in seguito a rinvenimenti fortuiti sono state rinvenute stratificazioni romane, al di sotto del livello medievale longobardo o normanno. È il caso della domus romana di Vicolo della Neve, o dei recenti ritrovamenti, connessi al vicinissimo sito di S.Pietro a Corte, nell'ambito del restauro di Palazzo Fruscione o, ancora, della Chiesa dell'Annunziata o del Convento di San Nicola della Palma. Anche il palazzo arcivescovile presenta, al pian terreno, evidenti tracce di un preesistente tempio pagano, probabilmente dedicato a Pomona.

### Aree naturali

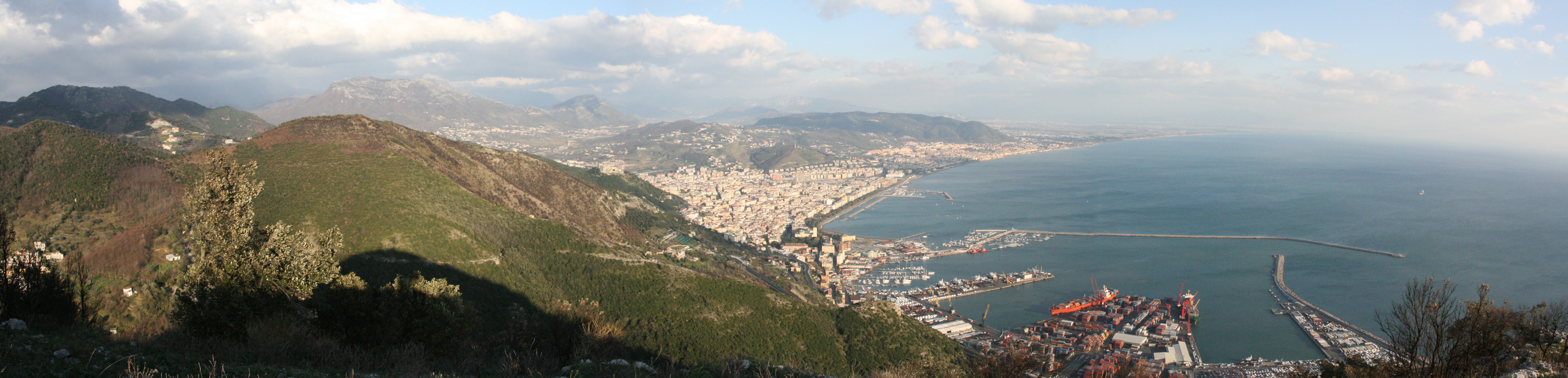
Panorama di Salerno dal monte San Liberatore

In città ci sono parchi urbani, aree verdi e numerosi giardini che adornano i vari quartieri.
Senza dubbio è il Lungomare Trieste la passeggiata verde più cara ai salernitani: progettato nel 1948, fu definito dagli Inglesi negli anni cinquanta il più bel lungomare del Mediterraneo. Si sviluppa lungo 1,3 km e ospita diverse specie arboree tra cui platani, palme ed oleandri.
La villa comunale fu, invece, progettata nel 1874 e realizzata intorno all'antica fontana di Don Tullio. Restaurata nel 1997 conserva alberi secolari, palme e essenze rare, oltre a numerosi monumenti storici.
Il Giardino della Minerva, risalente al XII secolo e restaurato e recuperato nel 2001, è l'orto botanico più antico d'Europa, creato da Matteo Silvatico come luogo di insegnamento e coltivazione delle essenze medicinali utili alla Scuola Medica Salernitana. Era inserito, anticamente, nel più ampio complesso degli orti cinti che dominavano la parte alta della città alle pendici del monte Bonadies.
Altro parco storico è quello che sorge nella villa dei Conti Carrara, restaurata nel 1996 con la salvaguardia degli alberi secolari e il riutilizzo, per fini sociali e culturali, della villa gentilizia di fine Ottocento.
Vicino al Teatro Verdi e dominando da sopra il porto, ci sono i giardini di piazza Alario colla Fontana della Saliera.

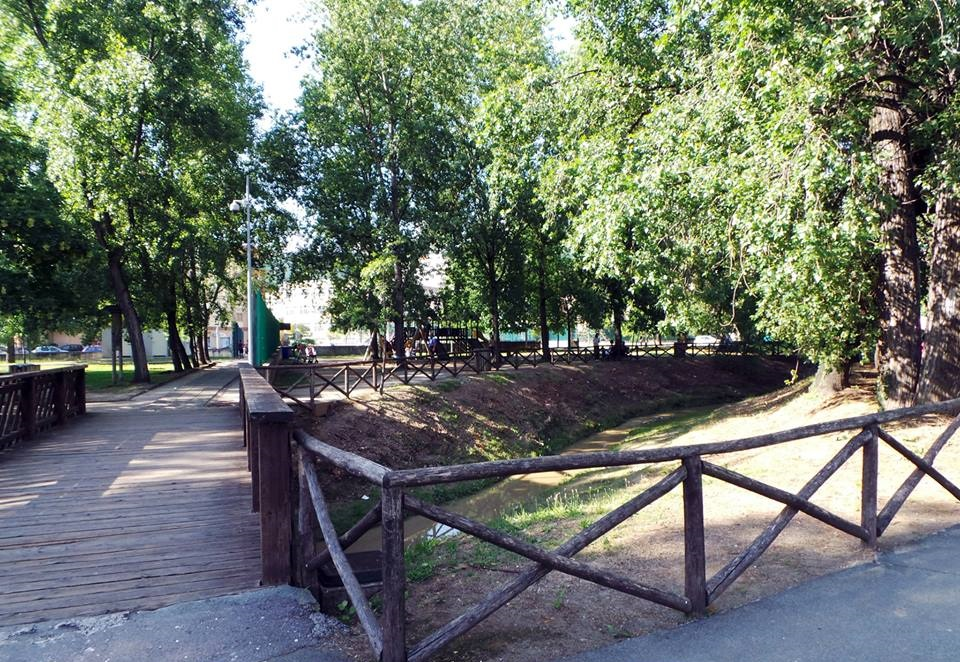
Una delle aree del parco del Mercatello

Tra i parchi di più recente concezione, spicca per dimensione (circa 10 ettari) il Parco del Mercatello, realizzato nel 1998 e inaugurato da Oscar Luigi Scalfaro, all'interno sono attive numerose fontane scenografiche e una serra. Di buone dimensioni anche il Parco Pinocchio, frutto di una riqualificazione delle abbandonate Terme Campione, e il connesso Parco dell'Irno, inaugurato nel 2010, che ospita due pregevoli esempi di archeologia industriale: gli ottocenteschi mulino e fornace per la produzione di mattoni della SALID, all'interno dei quali ora sorgono un teatro stabile e si tengono mostre e attività culturali.

I giardini di piazza Alfano colla Fontana della Saliera

Nella zona orientale della città, i parchi di maggiore rilievo sono la Villa Ciro Bracciante, i Giardini Mariele Ventre, i Giardini della Carnale, riqualificati nel 2010 con suggestivi giochi di luce sulla parete rocciosa e sostituzione totale delle palme preesistenti con essenze caducifoglie, il Parco Arbostella, il Parco del Galiziano, caratterizzato da percorsi in pendenza e il Parco Buongiorno, in cui è compresa anche un'area di sgambamento per i cani. Da ricordare, invece, nei quartieri alti della città il Parco del Seminario.
Oltre i numerosi parchi di vario tipo e le aree verdi, in città si contano alcune aree naturali frequentate per passeggiate naturalistiche. Il colle Bellara o Masso della Signora è una collina situata nella zona orientale della città con vaste aree boschive, da cui si può godere di un'eccezionale vista sulla città; sulla sua sommità si trovano alcune antenne radiotelevisive. Il Monte San Liberatore, invece, al confine con i comuni di Vietri sul Mare e Cava de' Tirreni, è sito dal lato opposto della città. Sulla cima, da cui si domina Salerno, sorge un antico eremo del X secolo, ampliato più volte nel corso del tempo.

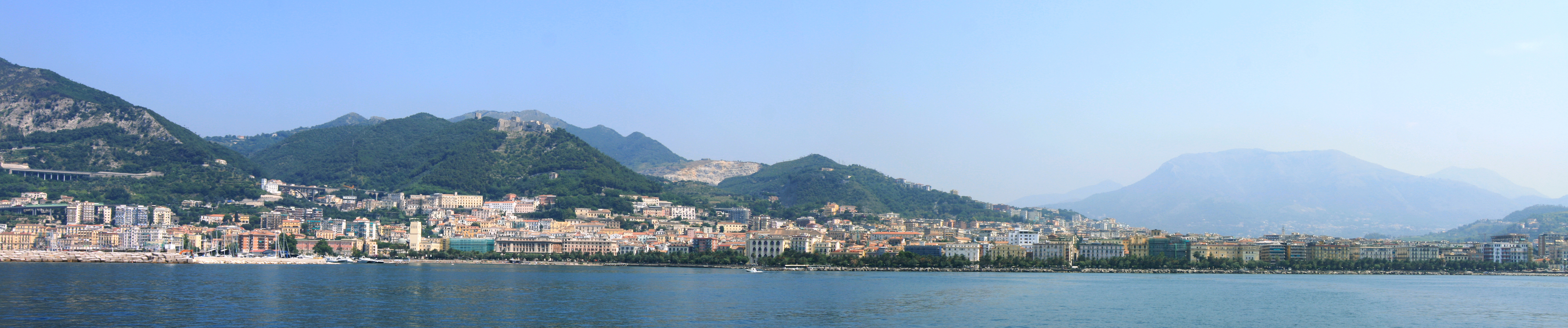
Panorama di Salerno vista dal mare

## Società

### Evoluzione demografica
Abitanti censiti

- Comuni italiani per popolazione

### Etnie e minoranze straniere
Al 31 dicembre 2023 la popolazione straniera era di 5308 persone, pari al 4,19% degli abitanti. Di seguito sono riportati i gruppi più consistenti:
- Ucraina 1263
- Filippine 652
- Georgia 561
- Romania 512

- Bangladesh 292
- Sri Lanka 203
- Cina 173
- Polonia 142
- Russia 129
- Senegal 128

### Lingue e dialetti
L'idioma della città, accanto all'italiano, è il vernacolo salernitano. Tale idioma italoromanzo costituisce una variante diatopica locale del dialetto napoletano, essendo quest'ultimo, a sua volta, una delle tante varianti appartenenti al continuum linguistico meridionale intermedio e si differenzia dal vernacolo della città di Napoli solamente per alcune espressioni, per la pronuncia di determinate parole e per l'uso di articoli determinativi differenti.

### Religione

#### Chiesa cattolica
La maggioranza della popolazione è di religione cristiana, principalmente cattolica; il territorio comunale fa parte dell'arcidiocesi di Salerno-Campagna-Acerno, è suddiviso in due foranie, Salerno ovest e Salerno est, che a loro volta comprendono quaranta parrocchie.

#### Chiese protestanti
Un'altra confessione cristiana praticata è quella protestante.
Vi sono sei comunità di area evangelicale fra cui una aderente alle ADI, una dei Fratelli, una Apostolica, due indipendenti ed una di lingua cinese.
Di area prettamente protestante vi è una chiesa Metodista.

#### Altri culti
Per quanto riguarda gli altri culti in città vi è la presenza dell'assemblea spirituale locale Bahá'í ed una moschea islamica.

### Istituzioni, enti e associazioni

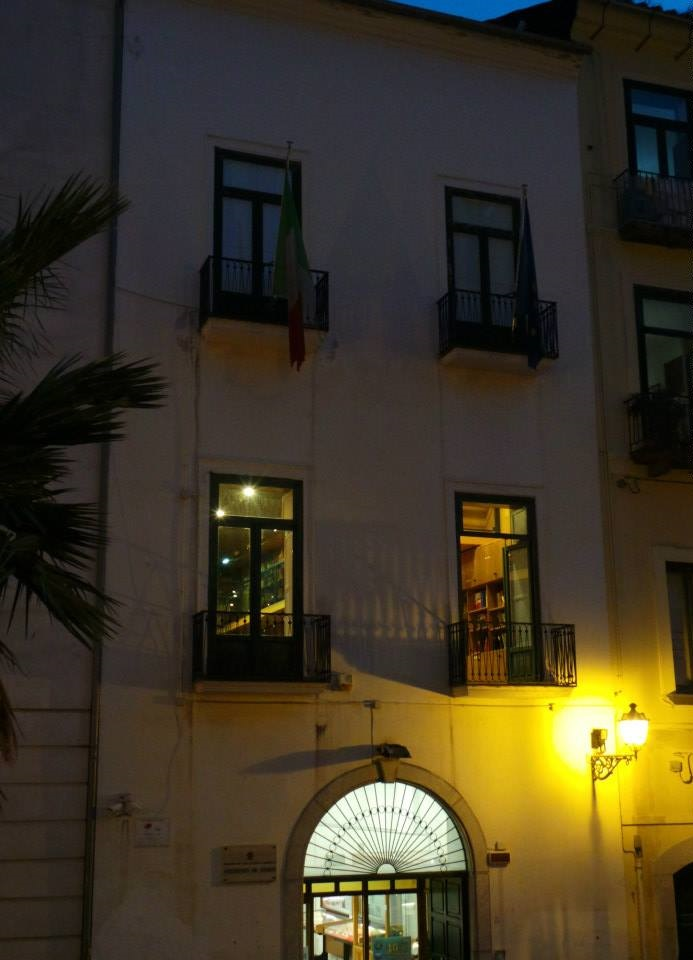
L'Archivio di Stato

Diverse sono le associazioni e le fondazioni operanti in città, oltre gli enti e le istituzioni pubbliche che rivestono, indubbiamente, una notevole importanza culturale e sociale. Spicca l'Ospedale San Giovanni di Dio e Ruggi d'Aragona (oggi divenuto polo universitario), che affonda le proprie radici nel XII secolo, nel periodo di massimo splendore della scuola medica salernitana. L'ospedale, come rivela il nome completo, nasce dall'aggregazione dell'antico Ospedale di San Biagio e San Giovanni di Dio, fondato da Matteo d'Aiello nel 1183 a seguito di una donazione al figlio Niccolò, vescovo della città, e dell'ospedale fondato nel 1870 dal marchese Ruggi d'Aragona.
L'Archivio di Stato di Salerno, invece, fu fondato nel 1934 con la trasformazione degli archivi provinciali ed è ospitato in un antico palazzo medievale appartenuto ai della Porta e ai Guarna e precedentemente sede della Regia Udienza e delle successive istituzioni giudiziarie. Custodisce un patrimonio di oltre centomila volumi di documentazione cartacea, più di mille pergamene (tra cui alcuni rarissimi diplomi di laurea della scuola medica) e una biblioteca di circa ventiquattromila volumi, nonché un'importante collezione numismatica donata dall’allora direttore Bilotti, con anche esemplari della locale zecca.
La Società salernitana di storia patria, fondata da Paolo Emilio Bilotti nel 1920 si occupa di tramandare, approfondire, divulgare e studiare il patrimonio storico artistico locale, preoccupandosi della pubblicazione periodica della Rassegna storica salernitana.
Tra le fondazioni cittadine di maggiore importanza, per la propria attività culturale, vanno ricordate: la Fondazione Scuola Medica Salernitana, che si occupa della gestione del giardino della Minerva e del Museo Roberto Papi e partecipa alla fondazione EBRIS; la Fondazione Salerno Contemporanea, che gestisce il teatro Antonio Ghirelli; la Fondazione Filiberto e Bianca Menna che svolge attività culturale di promozione della ricerca e della conoscenza artistica contemporanea; la citata Fondazione EBRIS che svolge attività di ricerca biomedica presso l’ex convento di San Nicola della Palma; la Fondazione Cassa di Risparmio Salernitana (CARISAL) che promuove attività culturali e sociali; la Fondazione Comunità Salernitana attiva nel sociale; e l'Associazione Parco della Memoria della Campania, che ha contribuito all'apertura del Museo dello sbarco e Salerno Capitale.
Sono inoltre attivi sul territorio cittadino una delegazione del FAI e un club di territorio del Touring Club Italiano che si occupa di aprire e animare la storica chiesa di Santa Maria de Lama.
Di grande rilievo sono anche le associazioni legate agli sport acquatici, in modo particolare la vela ed il canottaggio. Da ricordare il Circolo Canottieri Irno, con oltre 100 anni di attività, la locale Lega Navale sede di numerosi ormeggi navali, il Club Velico Salernitano e la Compagnia della Vela, nata nel 2013, che svolge le sue attività nel lussuoso porto di Marina d'Arechi.

### Qualità della vita
Negli ultimi decenni Salerno è stata toccata solo parzialmente dalla crisi dei rifiuti in Campania, attestando un buon ciclo integrato nello smaltimento dei rifiuti sia nel capoluogo che in molte realtà della provincia. La città inoltre ha ricevuto diversi riconoscimenti per i grandi risultati ottenuti per la raccolta differenziata, la qualità della vita e le energie rinnovabili. Anche il professor Paul Connett, ideatore della strategia Rifiuti Zero, in visita a Salerno ed ai suoi impianti nel dicembre 2011, ha riconosciuto la città come un modello nella gestione dei rifiuti.
Nel marzo 2010, viene reso noto che Salerno è stata scelta dal Ministero dell'Ambiente per partecipare all'Expo 2010 di Shanghai per i grandi interventi in tema ambientale, di clima e di energia rinnovabile, all'interno del progetto Italian Urban Best Practices. Partecipa all'Expo anche nell'ambito de L'Italia degli Innovatori, grazie al suo sistema informatico multicanale SIMEL.

## Cultura

### Istruzione

#### Archivi e biblioteche

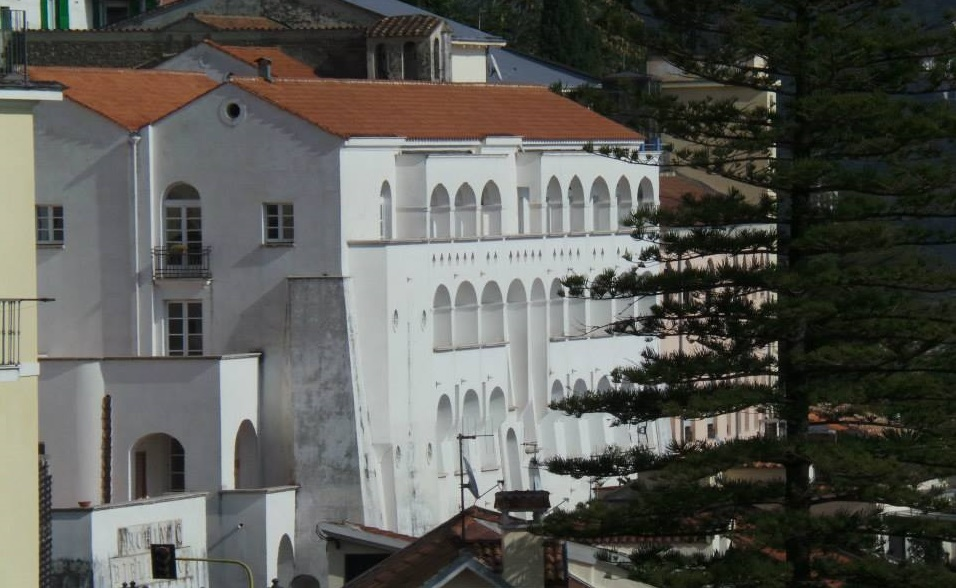
La sede della biblioteca e dell'archivio storico comunale

Numerose sono le biblioteche pubbliche della città di Salerno e gli archivi, importanti per la propria funzione culturale e documentaria. Su tutte spiccano, per la quantità e l'importanza dei volumi conservati, la Biblioteca dell'Archivio di Stato di Salerno e la Biblioteca Diocesana di Salerno. La biblioteca Provinciale fu, invece, la prima del genere in Italia, istituita nel 1843 con deliberazione del Consiglio Provinciale di Salerno, ratificata nel 1844 da Ferdinando II. Dal punto di vista della documentazione storica e archeologica spiccano la Biblioteca della Soprintendenza per i beni archeologici per le provincie di Salerno, Avellino e Benevento e la Biblioteca della Soprintendenza per il patrimonio storico, artistico ed etno-antropologico per le province di Salerno e Avellino e l'Archivio storico comunale. Specializzata nella documentaristica musicale è, invece, la Biblioteca del Conservatorio statale di musica "Giuseppe Martucci".
Di più recente istituzione sono la Biblioteca di educazione alla pace e all'intercultura "Teresa Barra", la Biblioteca Filiberto Menna, la Biblioteca Multiculturale e l'Archivio storico della botanica Salernitana, collegato alla storia della scuola medica e al Giardino della Minerva.

#### Scuole
Nella città di Salerno si trovano alcuni degli istituti liceali più antichi d'Italia ancora operativi, quali il Liceo classico Torquato Tasso, il Liceo statale Regina Margherita e il Liceo scientifico Giovanni da Procida.

#### Università

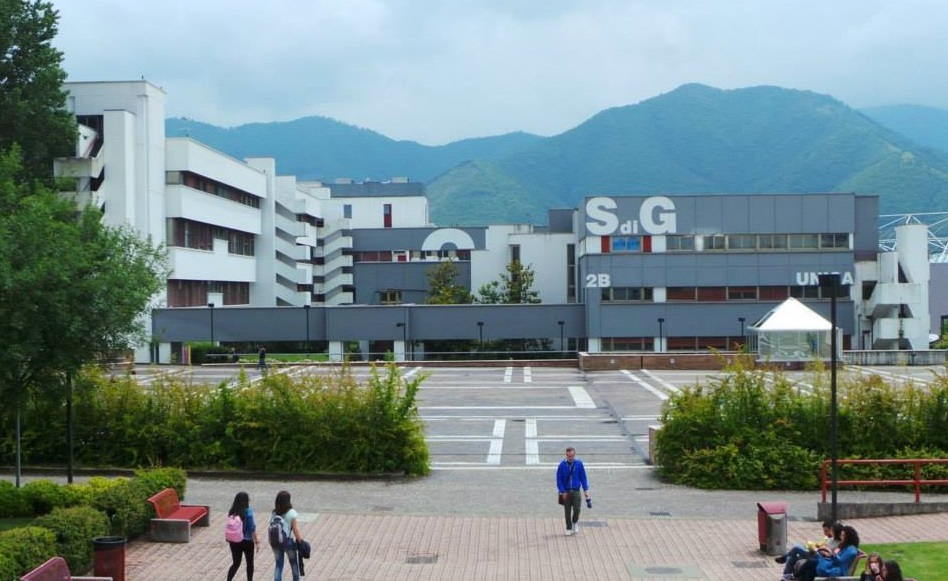
Parte del campus universitario

L'Ateneo salernitano è organizzato sotto forma di due campus, situati nel territorio comunale di Fisciano e Baronissi. È la terza università del Mezzogiorno peninsulare per dimensioni ed utenza, vantando ben 1 200 000 m² di estensione.
L'Università ospita circa 40.000 studenti, provenienti prevalentemente da Campania, Basilicata e Calabria. Il corpo docente è costituito da oltre 900 unità, tra professori, ricercatori e ricercatori a tempo determinato.

### Tradizione medica
(Tommaso d'Aquino)

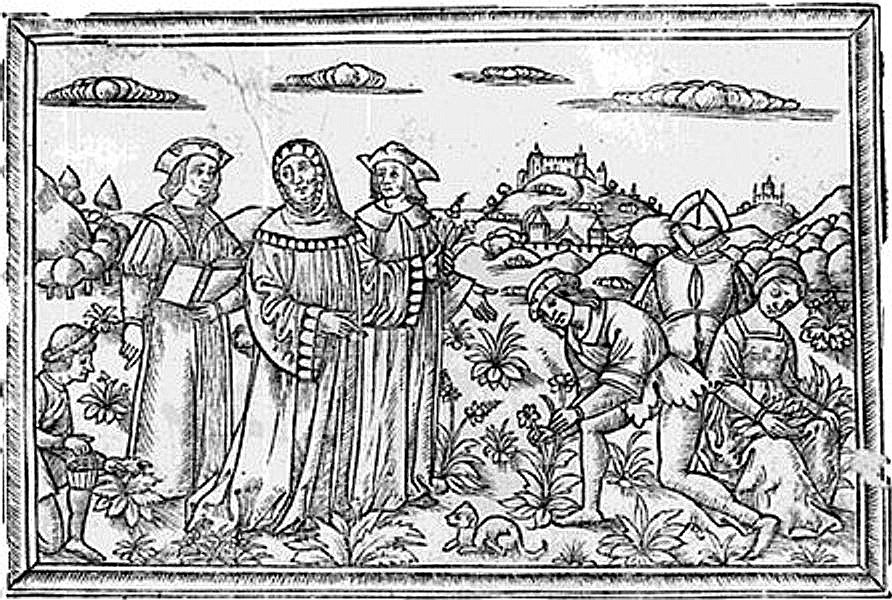
Matteo Silvatico con i suoi allievi, da una miniatura dell'Opus Pandectarum

Salerno ha alle proprie spalle una forte tradizione medica che affonda le proprie radici nella scuola medica salernitana, la più antica istituzione di questo genere fondata tra il IX e X secolo se non in un periodo precedente (si pensa vi possano essere legami più antichi con la scuola eleatica di Parmenide e Zenone della vicina Elea-Velia). La dottrina della scuola si basa sulla tradizione medica greco-latina ed in modo particolare sulla teoria dei quattro umori elaborata da Ippocrate, non senza subire influenze dalla tradizione araba (a cui, tra l'altro, si deve gran parte delle traduzioni dei testi greci) ed ebrea, come testimoniato dalla leggenda sulla fondazione della Schola salernitana. In breve tempo Salerno divenne tappa obbligatoria tanto degli aspiranti medici che dovevano completare i propri studi quanto di pazienti illustri, come Adalberone di Laon, o dei reduci dalle Crociate. Nacque così il Regimen Sanitatis Salernitanum poema didattico di circa 300 versi in latino, raccolti e commentati nel XIII secolo dal Maestro di Montpellier Arnaldo da Villanova, che assunsero la forma di aforismi e vennero tradotti in tutte le lingue del mondo. La scuola salernitana, considerata l'antesignana delle moderne università in quanto vi si insegnavano anche la teologia, la filosofia e la legge, assume un'importanza epocale nella storia dell'insegnamento in quanto, per la prima volta dopo secoli, la cultura e la sua trasmissione usciva dai monasteri e apriva le porte anche a numerose donne, le cosiddette mulieres salernitanae quali Trotula de Ruggero o Abella Salernitana che iniziarono a trattare di argomenti medici riguardanti la sfera della femminilità. L'importanza della scuola continuò a crescere fino alla nascita dell'Università di Napoli quando nel 1231 Federico II, con le Costituzioni di Melfi, arrogava allo studio salernitano l'esclusivo diritto di concedere i diplomi di medicina; tuttavia la scuola iniziò progressivamente a decadere dal XV secolo fino a quando, nel 1811 la scuola fu soppressa da Gioacchino Murat. Di fondamentale importanza fu l'opera di Salvatore De Renzi che nel XIX secolo pubblicò la Collectio Salernitana, una serie di documenti inediti e trattati di medicina appartenenti alla scuola medica salernitana, monumento di gloria alla celebre scuola di Salerno sottratta, così, all'indegno anonimato delle biblioteche e degli archivi della dotta Europa. La medicina ritorna in auge a Salerno con la nascita della Facoltà di Medicina nel 2006 e con la trasformazione dell'ospedale San Leonardo in azienda universitaria-ospedaliera. Nel 2012, invece, viene aggiunto un altro importante tassello in memoria dell'antica scuola: è infatti fondato l'EBRI (Istituto Europeo per le Ricerche Biomediche), volto allo scopo di trovare nuove cure per i disturbi alimentari e per la celiachia, i cui laboratori, finanziati dall'Università del Maryland, hanno sede nel maestoso convento di San Nicola luogo dove probabilmente la scuola mosse i suoi primi passi.

### Musei

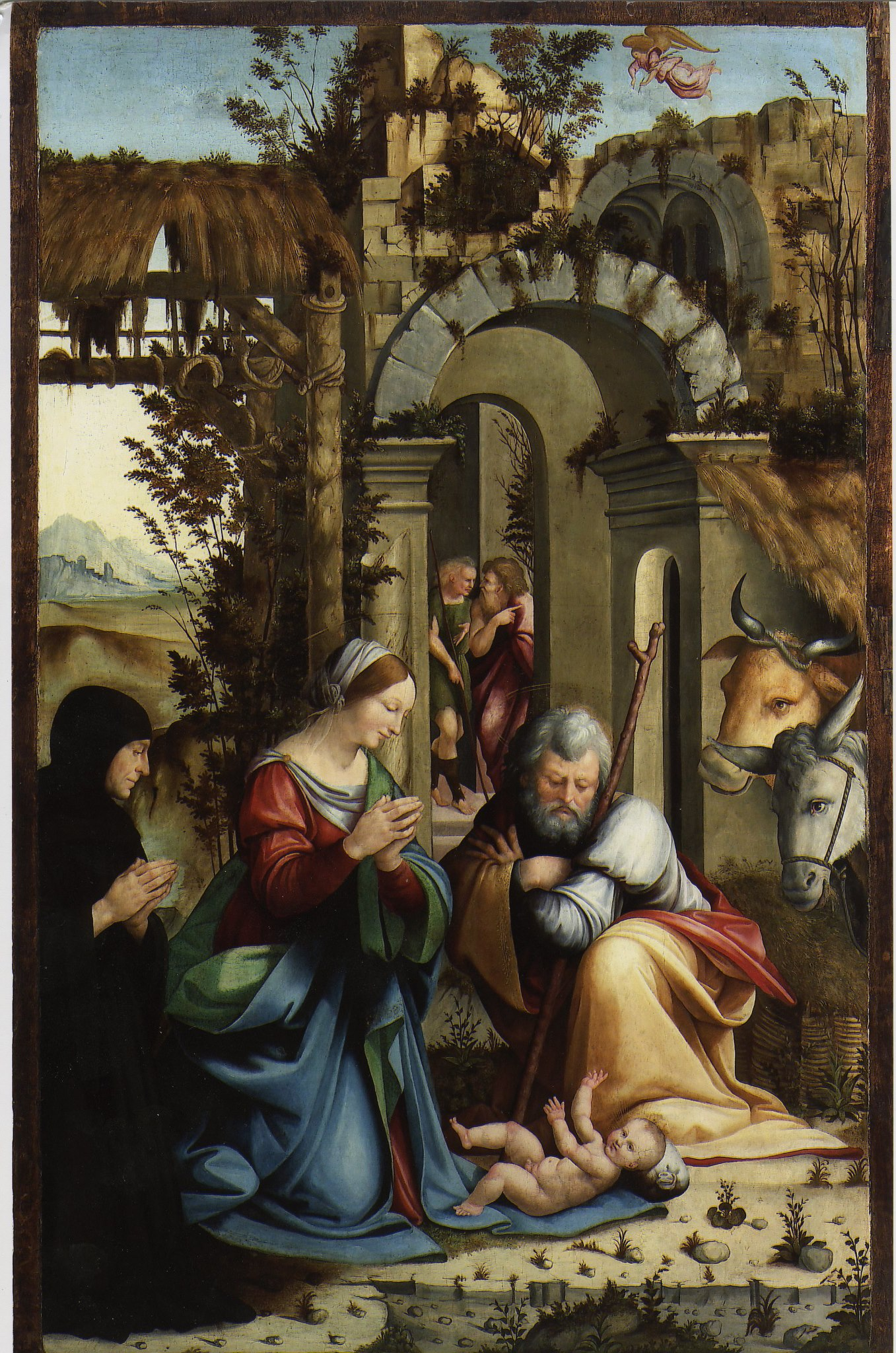
La Natività di Cesare da Sesto, Museo Diocesano

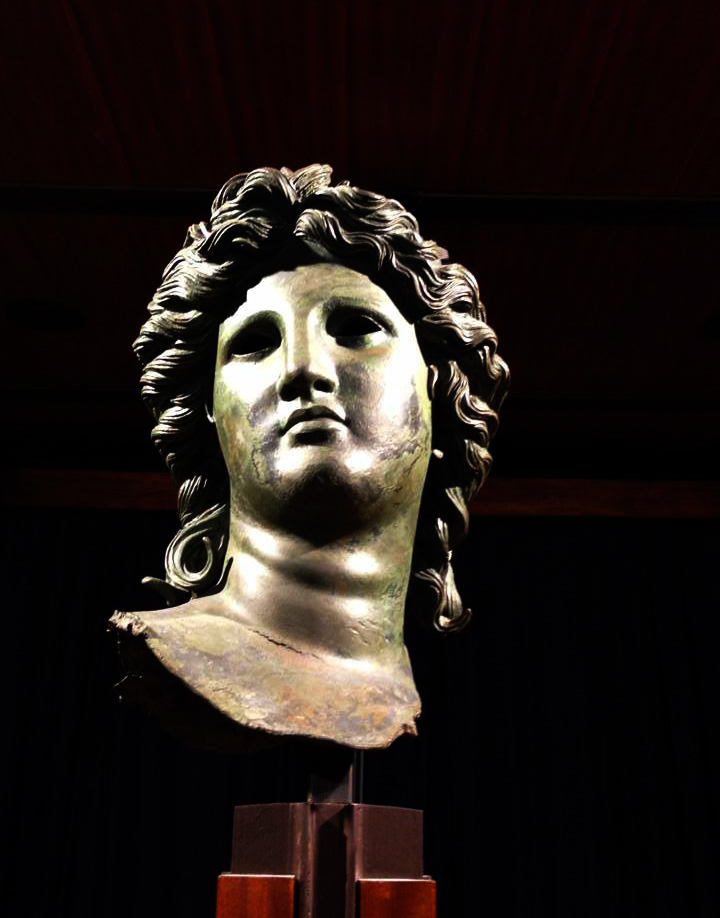
La testa di Apollo esposta al Museo Archeologico Provinciale

Il più antico museo della città è il Museo archeologico provinciale, istituito nel 1927 e restaurato nel 2013, dal 1964 ospitato a Palazzo Durazzo, anche detto Castelnovo Reale, dimora storica della regina Margherita. Nel museo sono raccolti numerosi reperti di epoca sannitica, etrusca e romana ritrovati in provincia o nella stessa città di Salerno, in particolare nell'area archeologica di Fratte. Tra i pezzi più belli è esposta una testa di Apollo, attribuita a Pasiteles, rinvenuta nel 1930 dopo essersi impigliata nelle reti di alcuni pescatori nelle acque antistanti la città.
Il museo più interessante e ricco della città è il Museo diocesano, sito nell'ex seminario arcivescovile, che espone opere che vanno dal XII al XVIII secolo. Particolarmente importante è la sezione di arte sacra del Medioevo tra cui si segnalano gli avori Salernitani, tra i maggiori complessi unitari di avori medioevali, e l'exultet (codice miniato). Tra i dipinti si osservano opere di Francesco Solimena, Andrea Sabatini, Luca Giordano e Cesare da Sesto.
La Pinacoteca provinciale, che ha sede in un palazzo gentilizio del '600, a sua volta raccoglie opere che vanno dal Rinascimento al Futurismo: comprende quadri di Andrea Sabatini, Francesco Solimena, Giovanni Battista Caracciolo, Carlo Rosa, Luca Giordano. Nella pinacoteca trova anche spazio una sezione dedicata agli artisti stranieri che sono stati attratti dai colori e dai paesaggi della provincia di Salerno.
Collegato all'illustre storia e tradizione della scuola medica salernitana è il Museo virtuale della scuola medica salernitana, situato nella Chiesa di San Gregorio dell'XI secolo, e completamente ristrutturato e riorganizzato nel 2009. Costituisce una notevole esposizione di antichi strumenti medici e di riproduzioni interattive dei famosi codici medievali della città, dei suoi trattati medici conservati in biblioteche di tutto il mondo e moderne esposizioni multimediali della storia della medicina e della Scuola Salernitana.
Il Museo Roberto Papi, invece, sito nello storico Palazzo Galdieri, espone una collezione di attrezzi e strumenti medico-chirurgici databili tra il XVII e il XX secolo donati alla città di Salerno dalla famiglia del collezionista Roberto Papi, prematuramente scomparso.

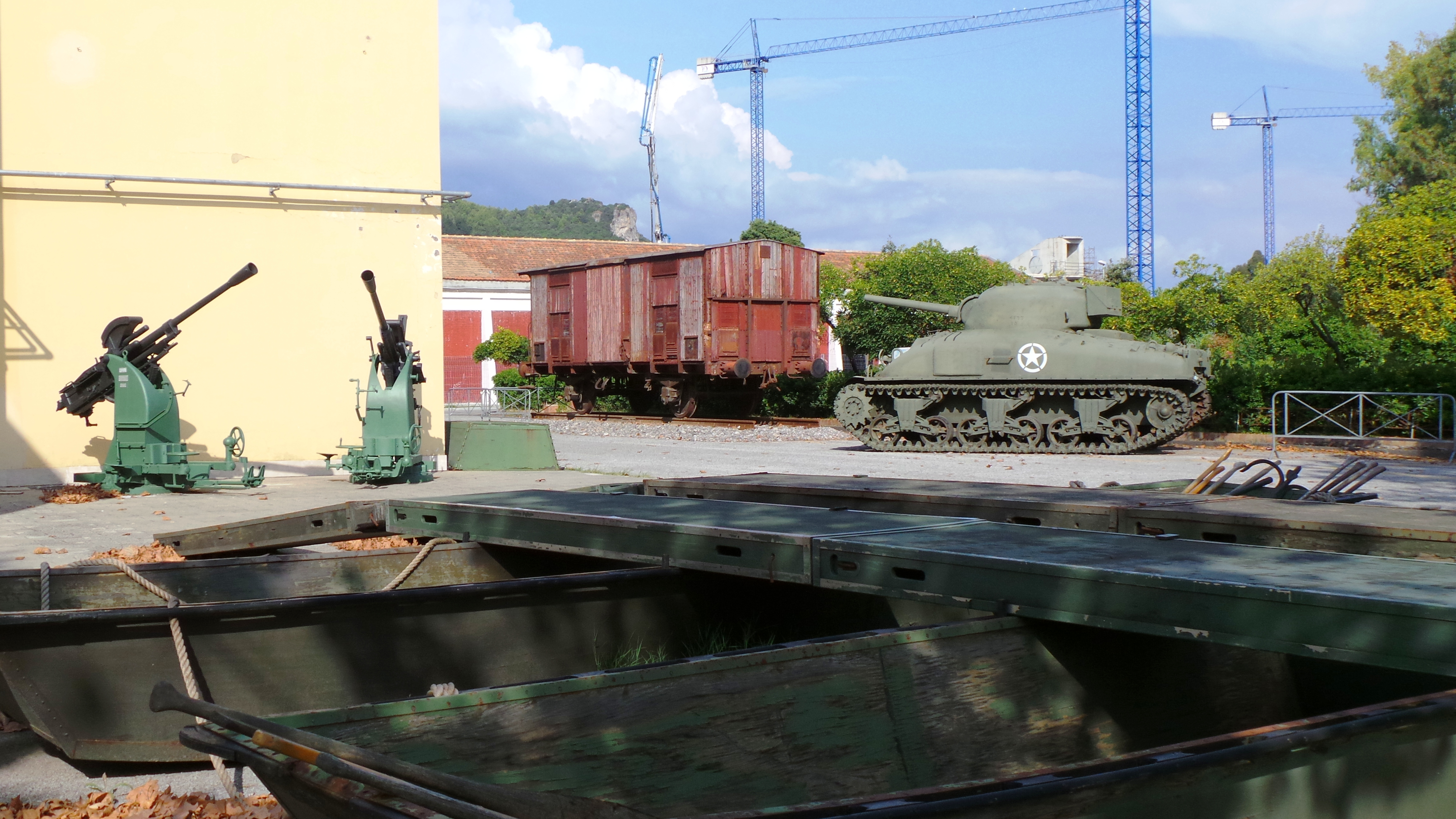
L'esposizione esterna del Museo dello Sbarco

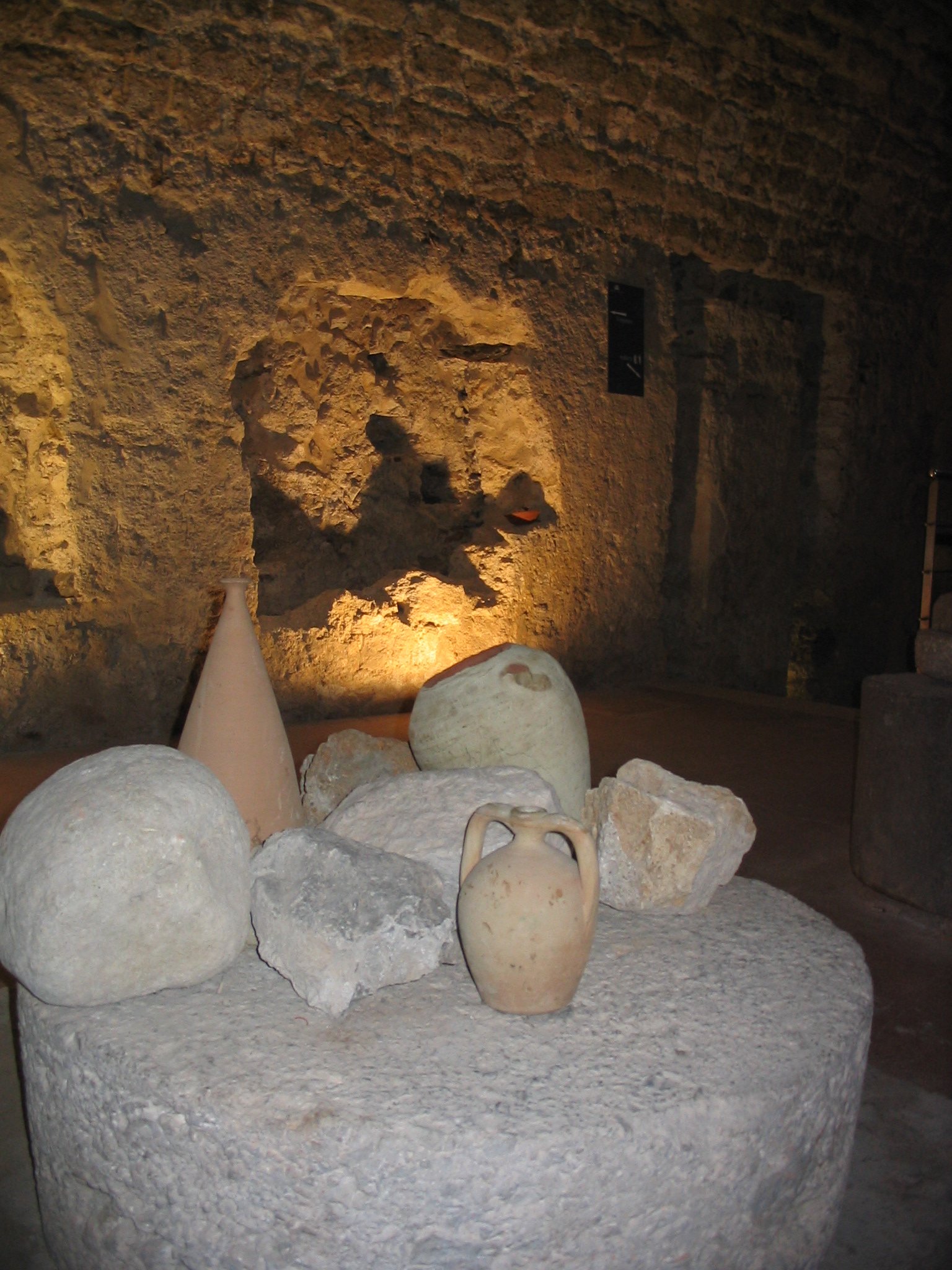
Ceramiche del castello

Nel castello di Arechi ci sono un Museo archeologico che custodisce maioliche e ceramiche risalenti ad un periodo compreso tra il XII e XV secolo rinvenute all'interno del maniero, oltre ad oggetti vitrei, monete ed armi, ed un Museo multimediale, attivo dal 2009 che offre, con percorsi video, ricostruzioni storiche e sociali.
Il Museo dello sbarco e Salerno Capitale ha sede nei locali dell'Istituto Gallotta in via Generale Clark. I reperti esposti, provenienti dalla collezione dell'associazione Parco della memoria della Campania, sono circa 200, tra video inediti dello sbarco, fotografie, medaglie, divise dell'esercito nazista ed americano, oggettistica, armi, un carro armato M4 Sherman, una Jeep willys ed un vagone ferroviario piombato proveniente dal campo di concentramento di Auschwitz.
Il Museo Città Creativa sorge in magazzini terranei ora convertiti in luogo di esposizione per mostre ed eventi ad Ogliara. Sono visitabili nei dintorni anche le antiche fornaci dell'Ottocento, fra cui alcune ancora attive.
Il Museo della Ceramica "Alfonso Tafuri", invece, nato per iniziativa privata di un collezionista, contiene una ricca raccolta di "riggiole" (mattonelle) del Settecento napoletano e dell'Ottocento vietrese, oltre a vari utensili da lavoro del XIII secolo.
Il Centro espositivo e complesso monumentale di Santa Sofia è un ex convento del X secolo dedicato a Santa Sofia. Restaurato, è diventato uno spazio multimediale per mostre ed eventi. Ha ospitato mostre di Mirò, Picasso, Caravaggio, Warhol e Pierluigi Nervi. Mentre l'Archivio di architettura contemporanea, inaugurato nel 2010 nella sede provvisoria di via Port'Elina (verrà poi ospitato nel costruendo Crescent), raccoglie una rassegna fotografica, di plastici e rendering delle grandi opere di architettura contemporanea in costruzione o ultimate nella città ed ospita numerose mostre e manifestazioni.

### Letteratura
(Wolfgang Goethe)
(Alfonso Gatto, Salerno, rima d'inverno)

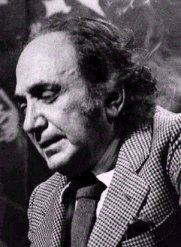
Alfonso Gatto

Salerno ha dato i natali a diversi letterati che, nel corso dei secoli, si sono affermati in tutto il mondo. In realtà già Orazio nella quindicesima epistola del primo libro della raccolta, chiedeva informazioni per un soggiorno a Salerno e a Velia. I primi autori salernitani tuttavia sono quelli appartenenti alla scuola medica salernitana, tra cui sono da ricordare Trotula de Ruggero, Matteo Plateario, Ruggero Frugardi e Matteo Silvatico con le proprie opere a carattere medico ed informativo. Tra il '500 e il '600, invece, spiccano le figure di Vincenzo Braca, il cui nome è associato al genere letterario della cosiddetta farsa cavaiola, di cui egli è praticamente l'unico esponente, e di Masuccio Salernitano, esponente della cosiddetta novella spicciolata ed autore del Novellino, e Niccola Maria Salerno autore di una raccolta di Rime. Senza dubbio però, il nome più importante della produzione letteraria salernitana è stato Alfonso Gatto, uno dei maggiori esponenti dell'ermetismo in Italia.
La città di Salerno e la sua storia, soprattutto nel periodo di massimo splendore longobardo e normanno, hanno ispirato ed incuriosito molti scrittori italiani e non, che hanno ambientato alcune opere proprio nella città campana. Ad esempio il primo e il decimo racconto della quarta giornata del Decameron di Boccaccio (Tancredi e Ghismunda e Mazzeo della Montagna), sono ambientati a Salerno.
Anche una tragedia di Ugo Foscolo, la Ricciarda, è ambientata in città, nel castello di Arechi.
E ancora, il poeta Umberto Saba, compì la leva a Salerno tra l'aprile 1907 e il settembre 1908: da questa esperienza nascerà l'opera Versi militari. Gabriele D'Annunzio, poi, in Merope, quarto libro delle Laudi, parla approfonditamente di diversi momenti della storia di Salerno e della vicina Amalfi, nel periodo della grandezza longobarda e normanna.
Nel racconto La pesca miracolosa del 5 maggio 1932, Ungaretti narra del ritrovamento della testa di Apollo, conservata nel museo archeologico provinciale della città, e della sua visita al museo stesso.
Esule dalla propria patria occupata dal regime comunista, lo scrittore ungherese Sándor Márai visse a Salerno dal 1968 al 1980. A lui è stato dedicato nel 2006 sul lungomare un busto bronzeo (trafugato alla fine del 2008).
Inoltre la famosa tragedia di William Shakespeare Romeo e Giulietta è stata ispirata in maniera indiretta dalla novella Mariotto e Ganozza di Masuccio Salernitano.
Bernardo Tasso, padre del più famoso Torquato, fu segretario e letterato alla corte del Principe di Salerno Ferrante Sanseverino dal 1532. Per questo motivo si è a lungo creduto che il figlio Torquato fosse nato in città e sono a lui intitolati i due più antichi e importanti licei classici della città.

### Media

#### Stampa
In città si trovano anche diverse redazioni giornalistiche tra cui la Città, Il Roma Cronache, Il Corriere del Mezzogiorno (edizione di Salerno), il Mattino (edizione di Salerno), Metropolis, Il Quotidiano del Sud, il Guiscardo e L'Occhio e il giornale online Salernonews24.

#### Radio
A Salerno hanno avuto sede diverse emittenti radiofoniche locali a partire dalla seconda metà degli anni '70 del secolo scorso, raggiungendo un totale 22 emittenti nate ed operanti in città negli anni '80: Radio Alfa (in attività con sede a Salerno e Teggiano), Radio Bussola 24 (in attività), Radio Diffusione Campania, Radio Dimensione Suono Salerno, Radio Europa, Radio FUTURA 2000, Radio GAMMA, Radio Golfo Salernitano, Radio Mariconda Amica, Radio Nova Salerno, Radio Onda del Futuro, Radio Onda Libera, Radio Panorama, Radio Parallelo 41, Radio Salerno City, Radio Salerno Libera, Radio Salerno 1, Radio Stella, Radio STUDIO 2000, Radio Sud, Radio Vega Salerno.

#### Televisione
Per quanto riguarda la televisione, Telecolore è una delle più vecchie emittenti televisive locali ancora in attività in Italia. Nacque, infatti, nel dicembre 1976, a pochi mesi dalla prima storica tv del capoluogo, Telesalerno Uno. Altre emittenti televisive, sono LiraTV, Telediocesi Salerno, TV Oggi Salerno, TELELASER e Quarta Rete.

### Teatro

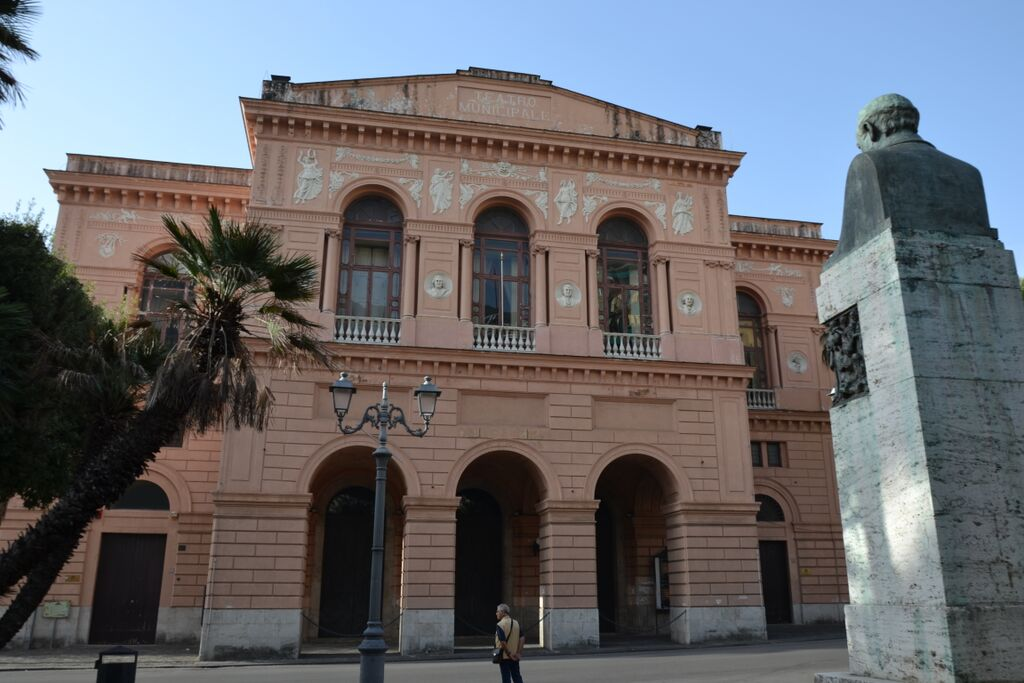
Facciata laterale dell'entrata del Teatro Verdi

Nel 1700 il teatro a Salerno era considerato un luogo di corruzione e di scandalo, quindi non favorito dalla Chiesa. Tuttavia, nel 1807, grazie ad un decreto promulgato da Giuseppe Bonaparte che prevedeva una riduzione dei conventi del suo regno, diverse chiese e monasteri divennero proprietà della corona. Così in alcuni di questi luoghi iniziarono a nascere dei teatri come ad esempio il Teatro di Sant'Agostino, nei pressi dell'omonimo palazzo, il Teatro di San Matteo, stabilitosi nel convento di San Benedetto che fu chiuso nel 1845 e il Teatro La Flora, nei pressi di Porta Catena, che ebbe una produzione piuttosto copiosa.
Il principale teatro cittadino è il Teatro Municipale Giuseppe Verdi. Altri teatri stabili sono il Teatro delle Arti, il Cinema Teatro Augusteo, il Cinema Teatro San Demetrio, il Teatro Genovesi, il Teatro Bis, il Nuovo Teatro Diana, il Teatro del Giullare (noto anche come Il Piccolo Teatro del Giullare), il Teatro La Mennola, il Teatro Nuovo, il Teatro Il Ridotto, il Teatro San Genesio (chiuso per mancanza di fondi nel 2010 e in stato di abbandono dal 2011 nonostante le numerose petizioni per riaprirlo), il Teatro Arbostella, il Teatro Pacini (riaperto e ristrutturato nel 2006, attualmente usato come palestra) e il Teatro Ghirelli.

### Cinema
Dal 1946 si tiene a Salerno annualmente il Festival del cinema di Salerno, il primo del dopoguerra e caratterizzato dalla proiezione in concorso di film a "Passo Ridotto". Nel 2007 e nel 2008 la città ha anche ospitato il festival di animazione televisiva Cartoons on the Bay organizzato dal 1995 da RAI, Rai Fiction e Rai Cinema e nelle edizioni precedenti con sede ad Amalfi e Positano, prima di essere spostato a Rapallo.
In città sono attivi diversi cinema tra cui i più importanti e frequentati sono il Cinema Apollo, il Cinema Teatro San Demetrio, il Cinema Teatro Augusteo, il Cinema Teatro delle Arti, il Cinema Fatima e il Cinema multisala The Space.
Altro importante appuntamento cinematografico è il Linea D'Ombra - Festival Culture Giovani, manifestazione che si svolge con cadenza annuale dal 1995, nata come una costola del Giffoni Film Festival, e che presenta eventi legati alla creatività contemporanea spaziando dal cinema allo spettacolo, dai cortometraggi alla musica.
Ulteriore rassegna cinematografica è il "Salerno in CORTOcircuito" organizzato dal 2010 dall'associazione "Rete dei Giovani per Salerno"; tale rassegna, che si svolge nell'estate, è incentrata sui cortometraggi a sfondo sociale. Le prime edizioni furono organizzate nella sede del Centro La Tenda, nei pressi di Piazza XXIV Maggio, successivamente, dal 2014 al 2018 vennero organizzate nel locale "Eco Bistrot", situato sul Lungomare Colombo, Pastena. Dal 2019 il festival viene realizzato presso il "Teatro Nuovo" di Salerno, a Via Laspro, a pochi passi dal Parco del Seminario.
Tra i vincitori del "Salerno in CORTOcircuito" figura anche il regista salernitano Sydney Sibilia, noto per la trilogia Smetto quando voglio, Smetto quando voglio - Masterclass e Smetto quando voglio - Ad honorem e il regista Andrea D'Ambrosio, co-regista del documentario collettivo Checosamanca e del documentario Biùtiful cauntri; tra i partecipanti anche Cristiana Capotondi e Teresa Paternoster.
Salerno è stata la location di vari film tra cui:
- Due imbroglioni e... mezzo! con Claudio Bisio e Sabrina Ferilli
- Sulla mia pelle di Valerio Jalongo
- Ars Diaboli di Gianluca Dell'Osso
- Le quattro giornate di Napoli di Nanni Loy
- 18 anni tra una settimana con Kim Rossi Stuart
- 11 metri di Francesco del Grosso
- Babbo Natale non viene da Nord di Maurizio Casagrande
- Attenti al gorilla di Luca Miniero
- Scordato di Rocco Papaleo

### Cucina
I piatti tradizionali della cucina salernitana sono molto semplici e si basano sui sapori dei prodotti di mare e di terra che fanno da ingredienti. Tra le pietanze più note vi sono:
- la milza ripiena, cucinata nell'aceto e servita soprattutto durante la festa patronale di San Matteo il 21 settembre;
- le pennette all'Ogliarese;
- la mozzarella di bufala campana DOP;
- Il fior di latte di Tramonti (apprezzato dalla regina d’Italia[senza fonte], Margherita di Savoia, nel 1889, ha reso celebre l’omonima pizza[senza fonte]);
- gli spaghetti con la tipica colatura di alici del borgo marinaro di Cetara;
- la pasta di Salerno (Salerno città, costiera amalfitana e costiera cilentana)
- i ceci di Cicerale (legume antichissimo, coltivato da oltre 1000 anni[senza fonte] a Cicerale, nella terra dei ceci);
- il pomodoro di San Marzano dell'agro sarnese-nocerino DOP (da anni apprezzato in tutto il mondo per le sue caratteristiche);
- il mallone di Bracigliano (piatto povero ottenuto con scarto delle rape, caccialepre, rosolaccio, carboncello e pane raffermo);
- il sciusciello di Pellezzano (pane locale imbottito con sugna, pepe e pancetta, o nella variante di pancetta e formaggio filato);
- il mascuotto di Bracigliano (pane di grano tostato preparato dai fornai locali secondo la tradizionale ricetta locale);
- le alici in piattella alla salernitana (antico piatto povero della tradizione salernitana con alici piccole cucinate in poco olio

Per quanto riguarda la pasticceria, il dolce salernitano per eccellenza è la "scazzetta del Cardinale", un pasticcino di pan di Spagna farcito di crema pasticcera e fragoline di bosco, ricoperto da una rossa glassa alla fragola che lo fa assomigliare al berretto di un cardinale. Il dolce ricotta e pera di Minori (mitica torta di ricotta e pere caramellate). Altri dolci sono: "o cazunciell di castagnaccio" (calzoncello), formato da due dischetti di pasta frolla con al centro crema di cioccolata e castagne aromatizzata con canditi, liquore e polvere di cacao; la sfogliatella Santa Rosa (la sfogliatella nasce nel XVIII secolo nel Conservatorio Santa Rosa da Lima, a Conca dei Marini); la delizia al limone Costa d’Amalfi (dolce tipico in tutta la costiera amalfitana); la crespella di Giffoni (uno dei dolci più antichi e più buoni dell’area picentina) con la rinomata Nocciola Tonda di Giffoni IGP ed il miele dei Monti Picentini.

### Eventi
Vari sono gli eventi che animano, o hanno animato, la città di Salerno nel corso dell'anno:
- La più importante festività a Salerno ricorre il 21 settembre ed è la Festa di San Matteo, apostolo ed evangelista, patrono della città. In quest'occasione la statua d'argento del santo attraversa il centro cittadino in una processione molto sentita dalla popolazione. Attrattiva della festa è la tradizionale “remata di S. Matteo” che si svolge la mattina del 21 nello specchio d’acqua antistante il Lungomare Trieste, e a cui partecipano i sei equipaggi composti dalle “paranze” che nella processione trasportano i Santi. In occasione delle celebrazioni si ingaggiano complessi bandistici di fama nazionale e internazionale che si esibiscono in genere a Piazza Amendola. Per antica usanza, la festa ha termine dopo lo splendido spettacolo di fuochi pirotecnici di mezzanotte, sparati da un pontone a mare di fronte al lungomare. Il classico colpo finale pone ufficialmente fine ai festeggiamenti in onore del Santo Patrono.

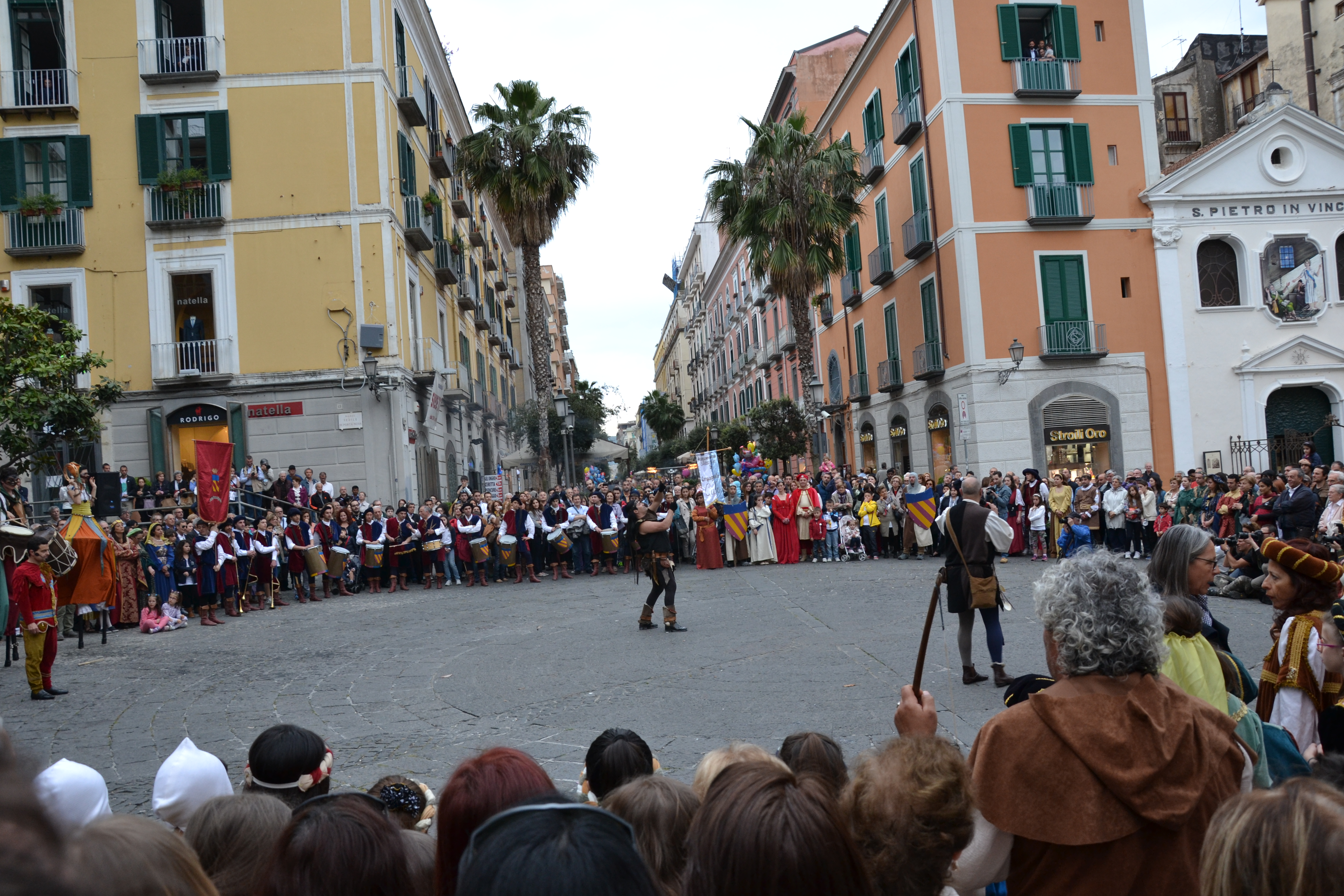
Un momento della Fiera del crocifisso ritrovato del 2013 a piazza Portanova

- Il già citato Festival del cinema di Salerno è giunto nel 2015 alla 69ª edizione.
- Il Linea D'Ombra - Festival Culture Giovani è una manifestazione che si svolge con cadenza annuale dal 1995, nato come una costola del Giffoni Film Festival, presenta eventi legati alla creatività contemporanea.
- La Fiera del crocifisso riprende in chiave moderna la "Fiera di San Matteo" che fu istituita nel Medioevo da Manfredi di Svevia e richiamava mercanti da tutto il centro-sud. La manifestazione prevede spettacoli, rievocazioni storiche e costituisce una vetrina per l'artigianato locale ed è considerata una delle più importanti manifestazioni di rievocazione storica di tutta Italia.[91]

#### Luci d'Artista
Luci d'artista è un evento che si svolge dal 2006 nel periodo compreso tra inizio novembre e fine gennaio, risultando il maggior attrattore turistico per la città in autunno e inverno. Sul modello di quanto fatto a Torino, nelle strade principali della città e nella villa comunale vengono installate luci di particolare effetto scenografico ed opere luminose di artisti locali e non. Nel corso delle edizioni, nei 27 km lineari di superficie coperta dalle installazioni, sono state posizionate le opere di Domenico Luca Pannoli, Nello Ferrigno, Enrica Borghi, Eduardo Giannattasio, Luigi Stoisa, Francesco Casorati, Rebecca Horn, Chiara Dynys e Giulio Paolini.
Il monumentale Presepe di sabbia che viene realizzato da famosi scultori internazionali è un altro degli importanti eventi che da dicembre attirano grandi folle da tutta Italia per il natale salernitano. Nel 2016 la natività di sabbia ha attirato oltre 52000 spettatori. Completano l'evento l'albero di 25 metri posizionato in piazza Portanova e il mercatino natalizio allestito nelle piazze del centro storico e sul lungomare Trieste.

#### Festival Salerno Letteratura
Il Festival Salerno Letteratura è una manifestazione culturale nata nel 2013 che si tiene ogni anno nell'ultima settimana di giugno. Durante il festival si assiste a diversi incontri con autori, reading, performance teatrali e musicali, concerti e mostre. Evento culminante della manifestazione è il Premio Salerno Libro d'Europa. È stato definito il festival letterario più importante del Sud Italia, e ha stabilito collaborazioni con altre manifestazioni letterarie di importanza nazionale. Nel 2014 il festival è giunto a 12000 presenze. Gli eventi si svolgono nel centro storico cittadino, spesso in luoghi abitualmente chiusi al pubblico.

#### Fiere del Fumetto
La città ha ospitato tre diverse fiere del fumetto. La prima è stata il Salerno Comicon, organizzata per 3 anni (dal 2011 al 2013) in collaborazione con il Napoli Comicon. Dal 2013 al 2015 ha ospitato ogni estate la fiera "Salerno in Fantasy" (SiF) che ha avuto anche un'edizione invernale, svoltasi però nella città di Fisciano. L'ultima fiera del fumetto che si è svolta in città è stata il FantaExpo, nata nel 2012 e svoltasi fino al 2022 (eccetto nel 2020 e 2021 a causa delle restrizioni legate alla Pandemia Covid-19), che si teneva ogni anno a settembre al Parco urbano dell'Irno e che si concludeva ogni anno con un concerto di un artista legato al mondo delle sigle dei cartoni animati o con un cantante rap o indie del momento. Dal 2018 la fiera "Irno Comix & Games", che si tiene solitamente in estate a Baronissi, tiene la sua edizione invernale nella Villa Carrara in concomitanza con le Luci d'Artista.

## Geografia antropica

### Urbanistica
Nel 1887, in conseguenza della necessità di risanare alcuni rioni del vecchio centro urbano, si pose il problema di ampliare la città lungo la fascia litoranea. Il problema di un nuovo sviluppo edilizio, particolarmente avvertito sin dalla fine del secolo scorso, con i primi anni del novecento tese ad acquistare nuova fisionomia e nuove dimensioni. Lo stesso anno l'ingegnere Enrico Amaturo consegnò all'amministrazione comunale uno studio di bonifica per i due rioni Fornelle e San Giovaniello, nel tentativo di dare una risposta allo sviluppo demografico di quegli anni. Il piano venne approvato definitivamente solo nel 1922 risultando come il primo strumento urbanistico che darà avvio alla storia urbana 'moderna' della città.

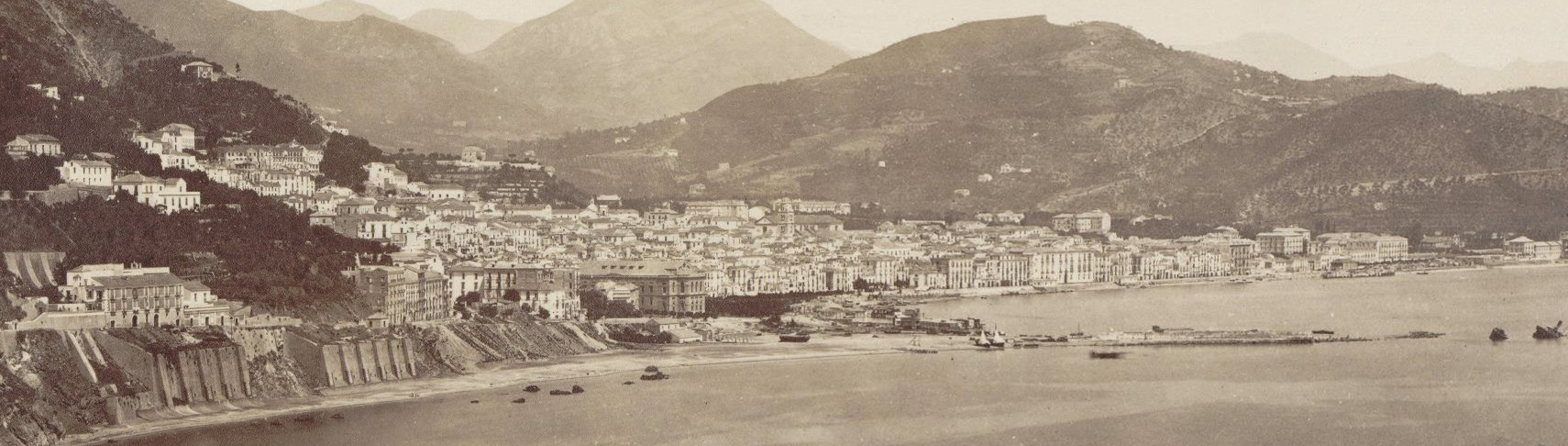
Panoramica di fine '800 di Salerno

Contemporaneamente, per effetto di un considerevole aumento demografico, che porta la città dai 27.000 abitanti del 1871 ai 54.000 del 1921 e ai 70.000 del 1932, il centro urbano inizia ad assumere ruoli e funzione diverse rispetto al circostante territorio provinciale. Le trasformazioni introdotte con il piano Donzelli-Cavaccini (come la creazione dell'attuale Corso Garibaldi) da un lato risposero all'esigenza di espansione della città, mentre dall'altro comportarono un'ulteriore accentuazione della bipolarità centro antico-città nuova.
Da questa ipotesi si passa ad un "concreto progetto di risanamento", in linea con la politica del regime fascista. Il podestà Manlio Serio perciò affidò la redazione di un nuovo piano regolatore all'architetto romano Alberto Calza Bini. Il piano, che prevedeva molte demolizioni per una strategia di diradamento, fu approvato nel 1937 ma a causa di molti reclami non fu mai attuato. 

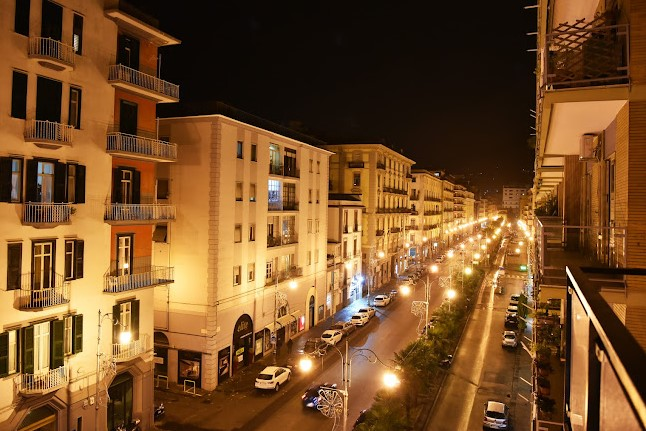
Corso Garibaldi di Salerno di notte

Nel 1953 si affidò un nuovo incarico all'architetto Plinio Marconi. Alla fine del periodo del boom economico, nel 1980, il capoluogo contava 161.000 abitanti: in pratica aveva raddoppiato la sua popolazione.
Vista la conformazione del territorio, principalmente collinare, questo sviluppo così repentino non poteva non segnare definitivamente la connotazione dei luoghi: da piccolo ed ameno centro costiero Salerno diventava una tipica città del boom economico in versione obliqua.
Causa principale dell'inizio del boom edilizio fu la grave alluvione del 1954; dopo il conseguente abbattimento degli edifici pericolanti e anche dopo una serie di smembramenti incontrollati, iniziarono ad essere costruiti quegli edifici che hanno irrimediabilmente cambiato l'immagine della città che diventa città nel senso moderno del termine. La mancanza di un vero piano regolatore e le speculazioni edilizie fecero il resto: i pochi spazi fruibili nelle zone centrali furono letteralmente tappezzati da palazzi dai 6 agli 8 piani, mentre la città continuava ad espandersi a nord e a sud-est senza nessuna pianificazione degli schemi viari.
Sorsero in questo modo i quartieri del Carmine, verso la valle dell'Irno, e di Torrione, Pastena e Mercatello, verso la piana del Sele. Fu soltanto con il Piano Marconi, nel 1965, che la città poté regolare il proprio sviluppo.

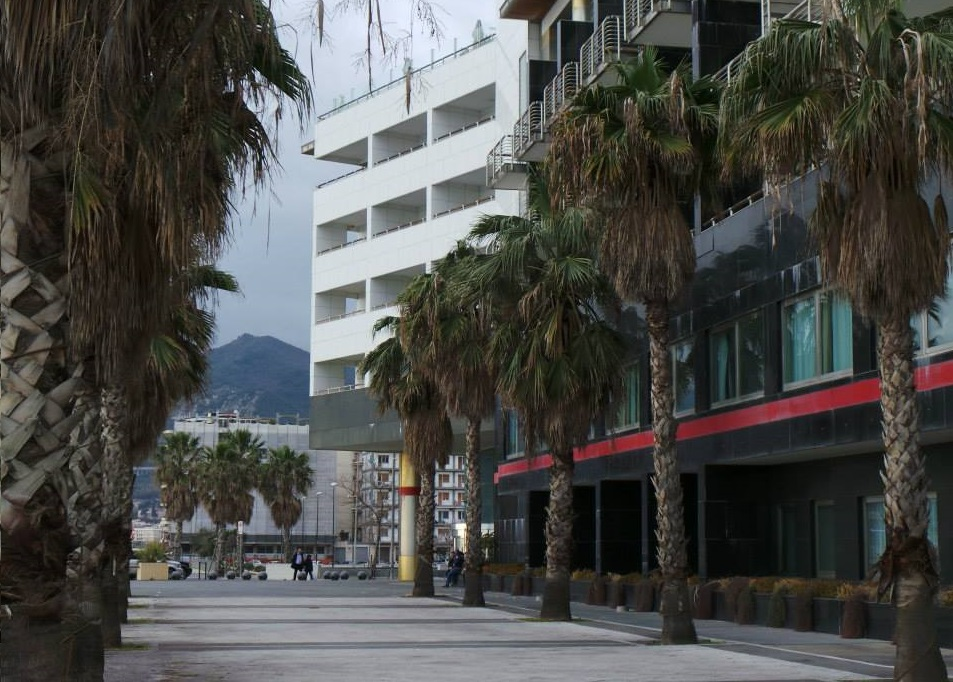
Il Grand Hotel, realizzato nel 2007 in luogo del cementificio

A partire dalla fine degli anni ' 80 si è cercato di dare alla città un'identità urbanistica, di porre rimedio all'assenza di una programmazione architettonica ed anche al problema della viabilità. Con questo intento si diede l'incarico all'urbanista catalano Oriol Bohigas di redigere un nuovo piano regolatore.
Dopo un lunghissimo iter burocratico, il nuovo piano fu consegnato nel 2003 ed approvato nel 2006. Nell'ottica del nuovo piano regolatore il mare è la principale risorsa della città nonché il cardine su cui ruota la sua identità. Sotto questo aspetto si è lavorato nel corso degli anni per liberare la costa da manufatti inutilizzati e fatiscenti e arricchendo il litorale con nuovi approdi turistici, nuove piazze e nuove strutture ricettive. Tuttavia, questo risulta piuttosto un insieme di varianti al precedente piano regolatore, che hanno consentito di edificare nuove volumetrie nelle aree ancora libere dell'abitato, lasciando invece la periferia ed i rioni collinari abbandonati, prevedendo un aumento dei vani abitabili nonostante il decremento demografico della città.
Tuttavia, durante la lunga redazione del piano regolatore, l'amministrazione comunale ha dato il via ad una serie di opere il cui fondamento ideologico alla base è lo stesso del citato piano; ad esempio in quest'ottica sono stati creati alcuni parchi urbani (il parco del Mercatello, il parco Pinocchio, il Parco urbano dell'Irno, il Parco del Seminario) e nuovi edifici polifunzionali al posto di impianti industriali abbandonati posti in pieno centro. È stato inoltre parzialmente recuperato il centro storico e sono state riconvertite e restituite alla città alcune importanti strutture, tra cui il complesso di Santa Sofia, Palazzo Fruscione, il Convento di San Lorenzo, il Convento di San Nicola della Palma, l'ostello della gioventù e l'ex seminario.
Infine la metropolitana e l'arteria stradale detta Lungoirno, entrambi progetti volti a migliorare la mobilità cittadina.
A partire dagli anni novanta sono stati organizzati concorsi internazionali di idee per la realizzazione di alcune opere necessarie allo sviluppo della nuova città immaginata da Bohigas. Nel 1999 furono organizzati i concorsi per la realizzazione della Cittadella Giudiziaria, che vide vincere il progetto dell'inglese David Chipperfield e per la Stazione Marittima per cui fu scelto il progetto di Zaha Hadid. Altri architetti legati alla città sono Tobia Scarpa con PalaSalerno, Santiago Calatrava con il porto Marina d'Arechi, Massimo Pica Ciamarra con Porta Ovest, Manuel Ruisanchez per il ripascimento e la riqualificazione del litorale cittadino, Ricardo Bofill con Piazza della Libertà e il Crescent, Massimiliano Fuksas con l'Eden Park, e lo studio inglese Arup con il Trincerone Est. Esistono, inoltre, proposte progettuali non ancora realizzate avanzate da alcuni imprenditori, per un complesso residenziale a Mercatello a firma di Jean Nouvel, un centro polifunzionale in un'ex cava abbandonata ideato da Dominique Perrault, il recupero dell'ex scalo merci (Dante Benini) ed un nuovo parco in una vecchia cava (Maria Abouck).
Secondo una statistica ISTAT del 2015 l'agglomerato urbano di Salerno, inquadrato nei sistemi locali delle città medie, contava circa 300.000 residenti.

### Suddivisioni amministrative

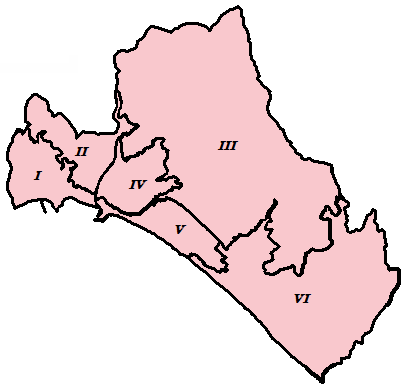
I quartieri di Salerno: I. Centro II. Carmine-Fratte III. Frazioni Alte IV. Gelsi Rossi-Irno-Calcedonia-Sala Abbagnano V. Torrione-Pastena-Mercatello-Mariconda VI. Arbostella-Zona Industriale-Fuorni

Il territorio del comune di Salerno era suddiviso in quattro circoscrizioni:
- Centro (Centro Storico, rione Carmine, Carmine alto, Canalone, rione Porto);
- Irno (Fratte, rione Petrosino, Calcedonia, Gelsi rossi, Sala abbagnano, Brignano, Matierno);
- Rioni Collinari (Ogliara, Rufoli, Sordina, Giovi, Casa manzo, Casa roma, S. Angelo di Ogliara);
- Zona Orientale (Pastena, Torrione, Torrione alto, Santa margherita, Quartiere Italia, Quartiere Europa, Mercatello, Mariconda, Sant'Eustachio, Parco arbostella, San Leonardo, Fuorni, Ostaglio, Lamia, Arechi).

La legge finanziaria 42/2010 ha disposto l'abolizione delle circoscrizioni amministrative nelle città con meno di 250 000 abitanti.

## Economia
L'economia della città si basa su diverse risorse, in particolare l'agricoltura e le attività terziarie (commercio, turismo, pubblica amministrazione, ecc.). Ma Salerno è anche la seconda città industriale della Campania, per carico e scarico merci nel porto salernitano e può contare su una solida struttura industriale, che opera soprattutto nel settore: tessile, dell'abbigliamento, chimico, meccanico metallurgico e alimentare. Degna di nota è anche la produzione artigianale, tra cui spicca la ceramica artistica.

### Industria
Rimangono molto attive le aziende legate alla tradizionale industria ceramica ed alimentare (Antonio Amato e Caffè Motta). Numerose, poi, le aziende metalmeccaniche (ADI tubiforma, le Fonderie Pisano e Fonderia di Salerno tra tutte), della meccanica (Magaldi industrie, Ascensori Paravia del Gruppo Otis), della meccanica di precisione, dell'elettronica, del vetro, della chimica (SOL), del settore smalti e vernici, della cantieristica, della plastica (Gruppo Ravago) e del settore grafico-cartario. In città ha sede un grande cementificio, appartenente al gruppo Italcementi, dai primi anni del XX secolo. Inoltre, nel 1928, è stata fondata a Salerno la Centrale del latte di Salerno appartenente al gruppo Newlat Food.

### Turismo
Tra le potenziali risorse della città, il turismo è sicuramente quella più rilevante, in virtù della sua vicinanza alla famosa costiera amalfitana e ad altri importanti siti turistici grazie anche all'attracco di numerose navi da crociera nella stazione marittima di Salerno; nel corso degli ultimi anni la ricettività alberghiera è infatti cresciuta, mentre il recupero del centro storico ha contribuito al proliferare di botteghe artigiane, locali e ristoranti.
Le attrattive che offre la città sono principalmente di carattere paesaggistico e di interesse storico e artistico-culturale. Nel periodo invernale, dal 2006, un attrattore turistico è la mostra en plein air delle luci d'artista e le famosissime bancarelle natalizie tipiche della città.

## Infrastrutture e trasporti

### Strade
Salerno è collegata a Napoli tramite la Autostrada A3 e a Reggio Calabria tramite l'Autostrada A2; inoltre, tramite sempre l'Autostrada A2 del Mediterraneo, si possono raggiungere le autostrade A30 e A16. La città è attraversata dalla SS 18 Tirrena Inferiore e parte del percorso costituisce la tangenziale cittadina.
Le strade regionali e provinciali che attraversano il territorio comunale sono:
- Strada Regionale 88/b Bivio SP 222-Bivio SP 219-Baronissi-Bivio SP 26.
- Strada Provinciale 25/a SP 25(Km 0+900)-Malche-Giffoni Valle Piana.
- Strada Provinciale 27 Fratte-Pellezzano-Baronissi.
- Strada Provinciale 129/b Pellezzano-Croce di Cava-Castello Arechi-Salerno(A3).
- Strada Provinciale 193 Cupa Siglia-Innesto SS 18-Innesto SP 25 per Giffoni V.P..
- Strada Provinciale 212 Innesto SP 333-Altimari-Giovi.
- Strada Provinciale 227 Tora di Filetta-Bivio Altimari-Ostaglio.
- Strada Provinciale 331 Via Staglio (tra Cupa Farano e la SP 25).
- Strada Provinciale 332 Cupa San Martino (tra la SS 18 e la SP 25).
- Strada Provinciale 333 S.Mango Piemonte-Bivio Altimari.
- Strada Provinciale 417 Aversana.

### Ferrovie

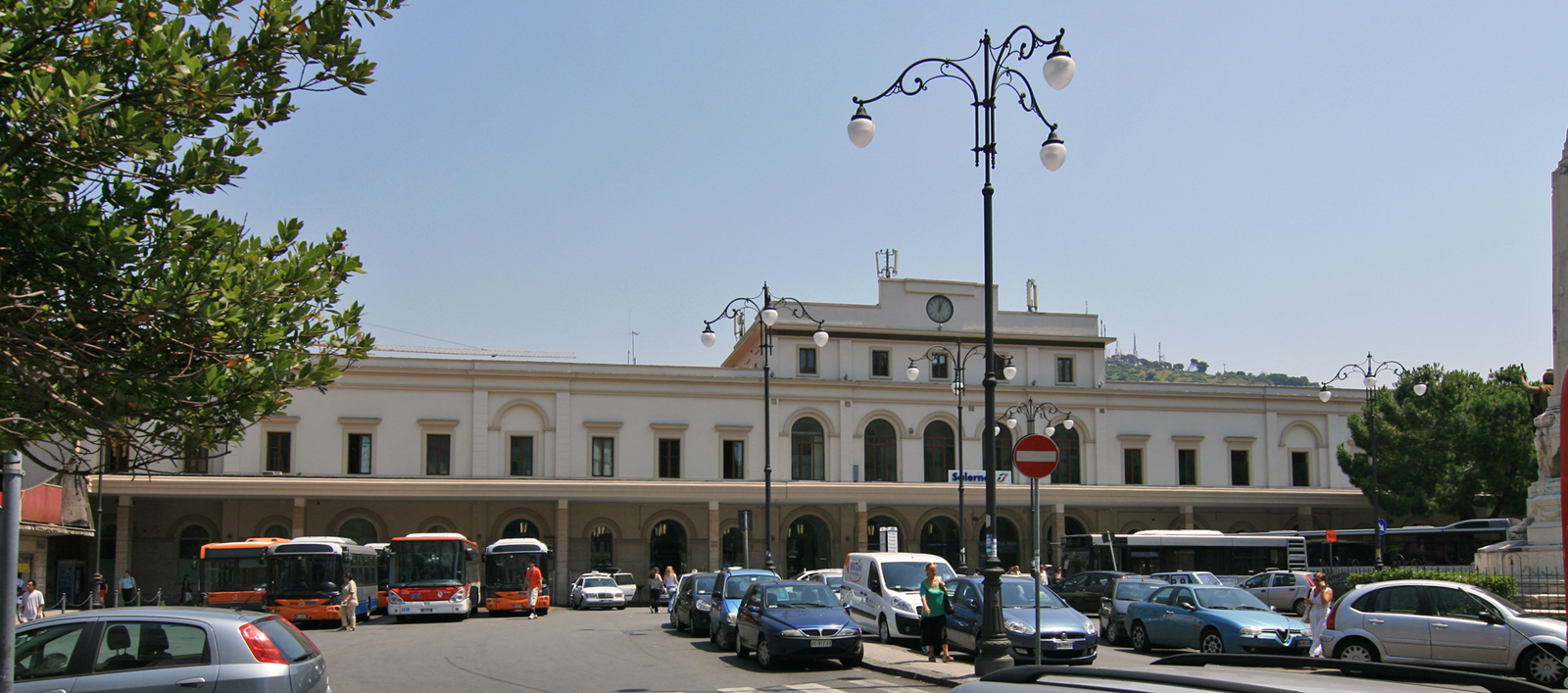
La stazione centrale

In città esistono quattro stazioni ferroviarie, di cui tre a servizio del trasporto regionale. La stazione di Salerno è luogo di transito di tutte le categorie di treni, sia lungo la linea per Reggio Calabria sia lungo la linea Battipaglia-Potenza-Metaponto.
Le linee ferroviarie che interessano la città sono:
- Napoli-Salerno
- Salerno-Mercato San Severino
- Napoli-Salerno (LMV)
- Salerno-Nocera Inferiore via Cava de' Tirreni (una volta parte della vecchia tratta Napoli-Salerno)
- Salerno-Reggio Calabria
- Salerno-Taranto

A Salerno è inoltre attivo un servizio ferroviario metropolitano.
Si contano inoltre altre stazioni ferroviarie destinate al traffico regionale e metropolitano:
- la stazione di Duomo-Via Vernieri è posta sulla linea per Napoli Campi Flegrei;
- Le stazioni di Salerno Irno, Fratte e Fratte Villa Comunale sono invece poste sulla Circumsalernitana, ovvero sulla linea per Mercato San Severino
- Le stazioni di Torrione, Pastena, Mercatello, Arbostella e Arechi sono poste sulla metropolitana la quale costeggia la linea per Reggio Calabria.

### Porti

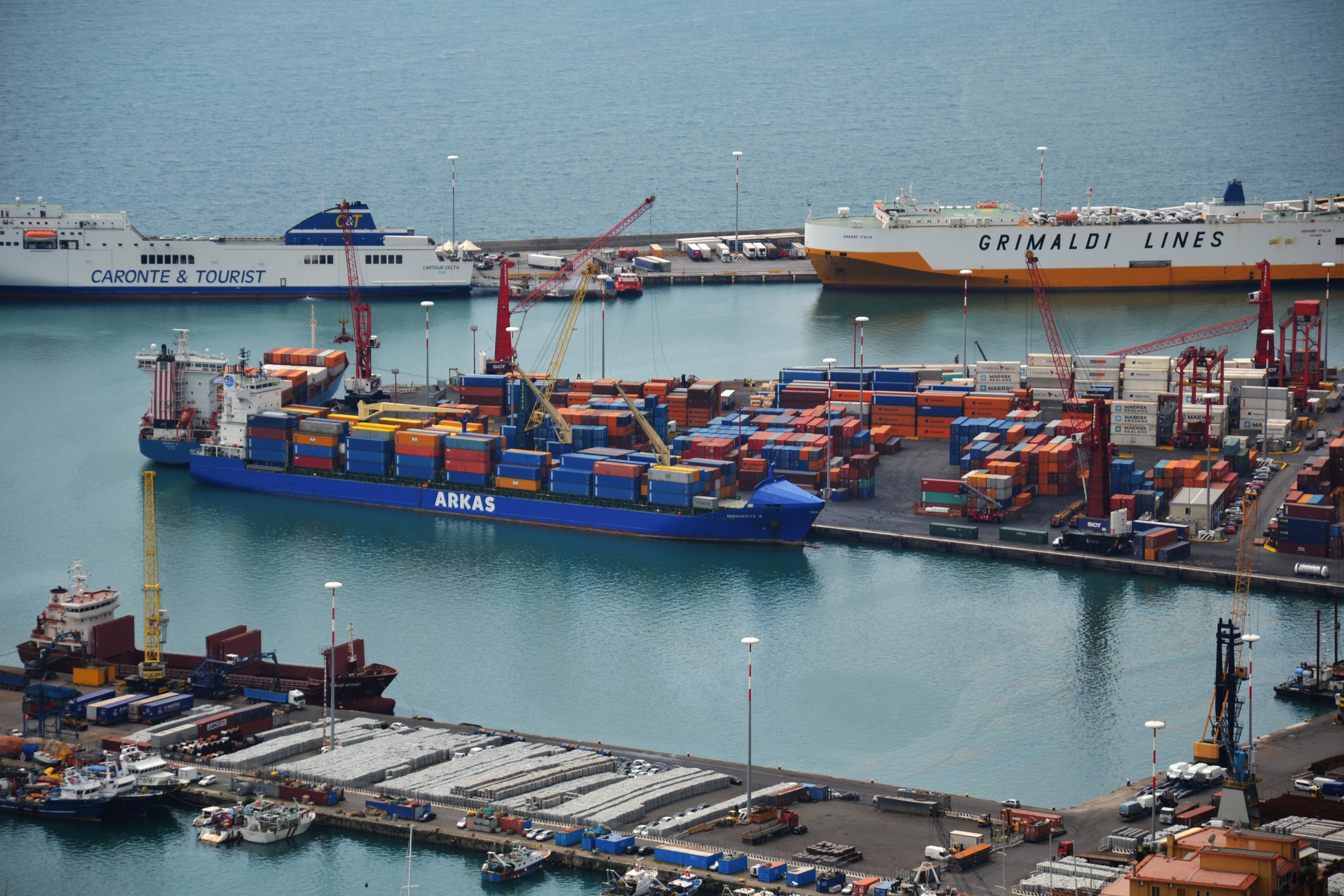
Il porto di Salerno

Il porto di Salerno è uno dei più attivi del Mediterraneo. Esso movimenta circa 13 milioni di tonnellate di merci e circa 600.000 passeggeri all'anno.
Il trasporto merci per via marittima è costituito fondamentalmente da navi portacontainer e navi del tipo Roll-on/Roll-off, le cui principali tratte sono da e per Malta, Tunisi, Cagliari, Catania, Palermo, Messina, Termini Imerese e Valencia. Nell'ambito di questo tipo di traffico si collocano anche i servizi passeggeri rientranti nel circuito delle Autostrade del Mare. È inoltre un'importante base di pescherecci adibiti alla pesca del tonno nel Mediterraneo, mentre il settore delle crociere è in forte sviluppo; l’entrata in funzione a regime della stazione marittima, inaugurata nel 2016, avrà l'importante finalità di offrire e coordinare una serie di servizi collegati alla crescita del traffico crocieristico.

### Aeroporti
L'Aeroporto di Salerno-Costa d'Amalfi, situato nel territorio dei comuni di Bellizzi e Pontecagnano Faiano, dista circa 12 km dalla città. Attraverso un servizio bus navetta, è collegato alla stazione ferroviaria di Salerno. Inoltre, da e per l'aeroporto è possibile affidarsi al servizio taxi aeroporto Salerno.

### Mobilità urbana
Il trasporto pubblico urbano è costituito dalla rete di autobus esercitata dalla società BusItalia Campania, che serve Salerno e gran parte dei paesi circostanti la sua area urbana.
In aggiunta ai mezzi BusItalia vi sono gli autobus della SITA che svolgono regolare servizio di trasporto, locale e a lunga percorrenza, nella provincia di Salerno e in tutta la Campania.
Sia SITA che BusItalia Campania fanno parte del consorzio UnicoCampania, formato da 13 aziende di trasporto pubblico su strada e su ferro, che, tramite delle tariffe unificate, serve tutta la regione.
Fra il 1912 e il 1937 fu attiva una rete tranviaria urbana gestita dalla società Tranvie Elettriche della Provincia di Salerno (TEPS) e realizzata a partire dalla preesistente tranvia Salerno-Pompei, dotata di apposite diramazioni per Fratte ed il porto.

## Amministrazione
La sede del municipio è nel palazzo di Città, sito tra Via Roma e il Lungomare Trieste.

### Consolati esteri
Nel comune di Salerno è presente il consolato dell'Honduras.

### Gemellaggi
Salerno è gemellata con:
- Tōno, dal 1984[124]
- Rouen, dal 2003[125]

Oltre che a queste due cittadine, Salerno è legata da un gemellaggio di tipo culturale a:
- Montpellier, dal 2008[126]
- Baltimora, dal 2008[127]
- Pazardžik, dal 2011[128]
- Legnago, dal 2011[129]

### Altre informazioni amministrative
Le competenze in materia di difesa del suolo sono delegate dalla Campania all'Autorità di bacino regionale Destra Sele.
Per quel che riguarda la gestione dell'irrigazione e del miglioramento fondiario, l'ente competente, unicamente per 2.032 ettari, è il Consorzio di bonifica in Destra del fiume Sele.

## Sport
Nel comune si praticano diverse discipline, tra le più rilevanti calcio, pallanuoto e pallamano. La squadra di calcio con più seguito di pubblico per tradizione sportiva della città è la Salernitana e disputa le partite interne nello stadio comunale di Salerno denominato "Stadio Arechi" intitolato in memoria del principe longobardo Arechi II.